# Wächtersbach

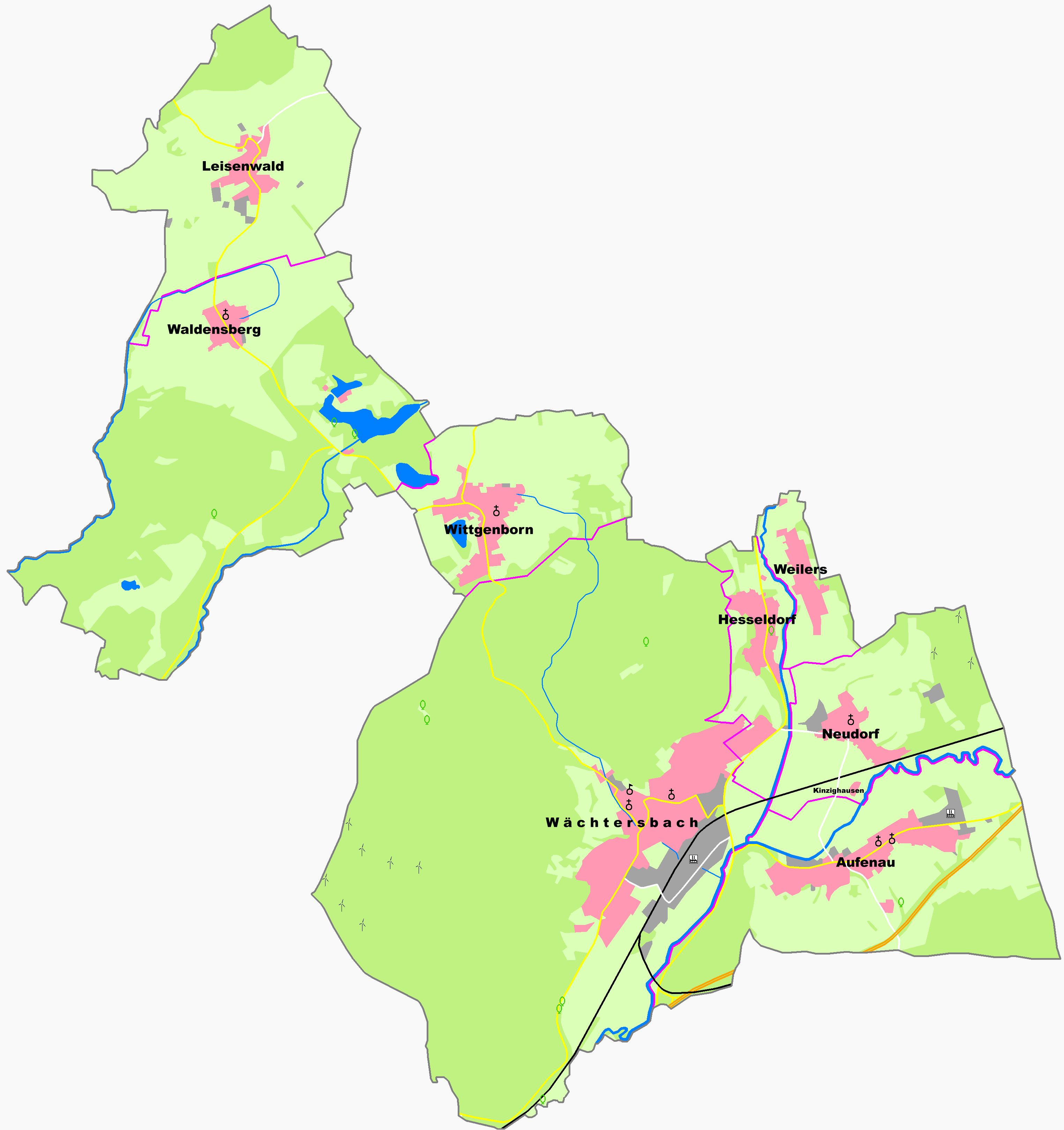
Stadtgebiet mit Stadtteilen

Wächtersbach ist eine Kleinstadt zwischen Frankfurt am Main (50 km) und Fulda (50 km), im Main-Kinzig-Kreis in Hessen, am südlichen Rande des Vogelsberges. Die Stadt war die ehemalige Residenzstadt der Grafen zu Ysenburg und Büdingen in Wächtersbach, sie liegt in der Nähe der historischen Handelsstraße Via Regia von Frankfurt am Main nach Leipzig.

## Geografie

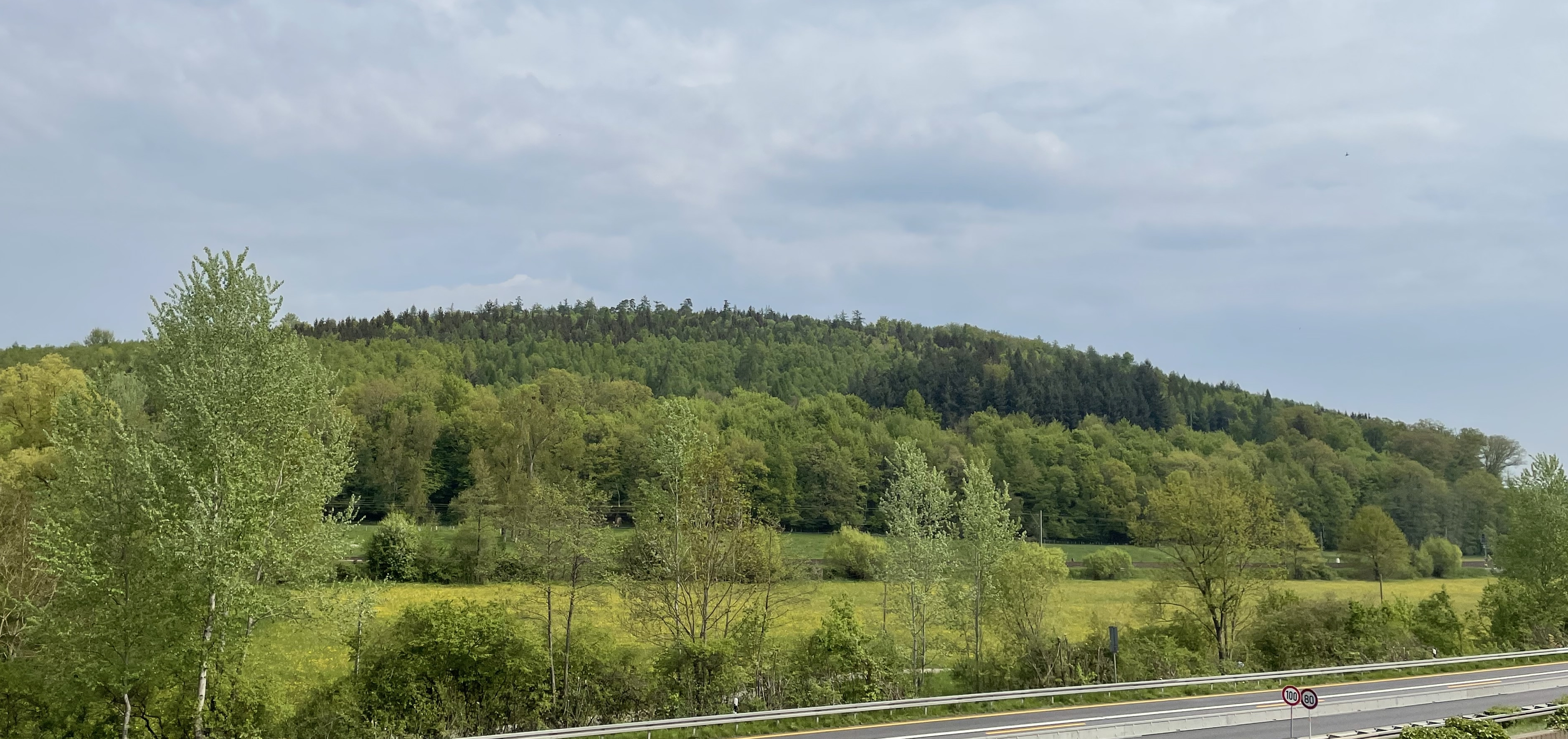
Aspenhainer Kopf von Süden

### Geografische Lage
Wächtersbach liegt am süd/östlichen Rand des Büdinger Waldes, zwischen Vogelsberg und Spessart, im mittleren Kinzigtal. Seine höchste Erhebungen sind die Vier Fichten (406 m ü. NHN), die südlichste Bergkuppe in der Gemarkung ist der Aspenhainer Kopf (260 m ü. NHN).
Unweit liegen die Städte Gelnhausen, Bad Orb und Bad Soden-Salmünster. Die Stadtteile Wittgenborn, Waldensberg und Leisenwald liegen am Südrand des Vogelsbergs auf der Spielberger Platte.

### Nachbargemeinden
Wächtersbach grenzt im Norden an die Gemeinden Kefenrod (Wetteraukreis) und Brachttal, im Osten an die Stadt Bad Soden-Salmünster, im Süden an die Stadt Bad Orb und die Gemeinde Biebergemünd, im Südwesten an die Stadt Gelnhausen sowie im Westen an die Gemeinde Gründau und die Stadt Büdingen (Wetteraukreis).
| Wittgenborn | Birstein                                    | Bad Soden-Salmünster |
| Büdingen    | Kompassrose, die auf Nachbargemeinden zeigt | Aufenau              |
| Gelnhausen  | Wirtheim                                    | Bad Orb              |

### Stadtgliederung
Wächtersbach besteht aus den fünf im Kinzig- und Brachttal liegenden Stadtteilen: Wächtersbach, Aufenau, Neudorf mit dem Weiler Kinzighausen, Weilers, Hesseldorf und den drei Berggemeinden Wittgenborn, Waldensberg und Leisenwald.

## Geschichte

### Urgeschichte
Unter den Urgeschichtlichen Zeugnissen der Region findet sich ein in Leisenwald gefundenes Steinbeil.
Auf der Wolferburg, einem Hochplateau oberhalb von Hesseldorf, wurden zu Beginn des 20. Jahrhunderts keltische Steingräber gefunden. Sie verweisen auf eine frühe keltische Besiedlung der Gegend. Wegen der exponierten Lage des Fundortes, könnte es sich um eine Fliehburg gehandelt haben. Dafür sprechen weitere keltische Funde in der Alteburg – einer Ringwallanlage im nahen Biebergemünd-Kassel, in Bad Orb und bei Glauburg.

### Mittelalter

#### Ortsname und staufische Zeit
Im Jahr 1236 wurde der Ort als Weichirsbach erstmals urkundlich erwähnt, was so viel heißt wie „Der Bach, der die Weiher speist“.
Die Siedlung nahm von einer Wasserburg ihren Anfang – Reste der ehemals sie umgebenden Wasserflächen sind mit den Weihern im Schlosspark noch sichtbar. Diese Veste wurde schon in staufischer Zeit an der Süd-Ost-Ecke des Reichsforstes Büdinger Wald aufgerichtet und diente wie die Burgen in Gelnhausen und Büdingen zu dessen Schutz. Sie war damit Teil der Sicherungsanlagen für das alte Königsland Wetterau. Im Schutze der Burg entwickelte sich eine Siedlung, von der wir erstmals durch eine Urkunde des nahegelegenen Klosters Selbold (vgl. Langenselbold) aus dem Jahre 1236, das hier über Grundstücke und Einnahmen verfügte, erfahren.

#### Herren von Büdingen, Trimberger und Ysenburger
Die Herren von Büdingen verwalteten als Lehnsträger des Reichsforstes auch das Wächtersbacher Gebiet. Als sie um 1245 im Mannesstamm ausstarben, teilten sich vier Schwiegersöhne, unter ihnen Albert von Trimberg und ein Neffe, Heinrich von Isenburg, das gesamte Erbe. Zwischen ihnen und ihren Nachfolgern war der Herrschaftsanspruch über Burg und Flecken Wächtersbach lange umstritten.
Konrad von Trimberg stiftete 1354 eine Marienkapelle am Ort. Im Jahre 1404 erhob Johann II. von Isenburg Wächtersbach zur Stadt, deren Verwaltung in dem 1495 errichteten gotischen Fachwerk-Rathaus ihren Sitz hatte. Die Stadt lag verkehrsgünstig zwischen den beiden von West nach Ost verlaufenden Handelsstraßen, der Reffenstraße im Norden über die Höhen des Büdinger Waldes (mit dem namensgebenden Großen Reffenkopf, 298 m, NHN) von Mainz nach Eisenach und der südlich, nahe am Kinzigtal verlaufenden Via Regia von Frankfurt am Main nach Leipzig. Im Jahre 1458 gelangten Burg und Stadt endgültig in den Besitz der Grafen von Ysenburg.

### Neuzeit

#### Von Graf Anton bis Ferdinand Maximilian I.
Graf Anton von Isenburg-Büdingen zu Ronneburg (1501–1560) begann, nach 1520, mit Umbau und Modernisierung des Schlosses Wächtersbach. „Er hatte sich schon früh der neuen Lehre Luthers zugewandt. Schrittweise … gelang es ihm, im Laufe von etwa 20 Jahren die Reformation in seinem Stammteil durchzuführen. … Wächtersbach erhielt 1541 … den ersten evangelischen Pfarrer“.
Im Jahre 1564 wurde die Faulhaberin aus Wächtersbach in Büdingen als Hexe angeklagt und auf Anordnung von Graf Georg von Isenburg-Büdingen gefoltert. Mangels Geständnisses wurde sie schließlich begnadigt.
1578 wurde die zunächst gräfliche, später fürstliche Brauerei Wächtersbach, durch einen der Söhne Graf Antons gegründet. Sie arbeitete über 400 Jahre, bis sie schließlich, im Jahre 2008 endgültig geschlossen wurde.
Auch die Stadt Wächtersbach und das Schloss litten im Dreißigjährigen Krieg sehr. Es war Graf Johann Ernst I. von Isenburg-Büdingen (1625–1673), der für seine Hochzeit mit Gräfin Marie Charlotte von Erbach das Schloss zunächst wieder bewohnbar machte, später weiter ausbaute und weitere Gebäude sowie einen Lustgarten mit Brunnen hinzufügte.
Ferdinand Maximilian I. zu Ysenburg-Büdingen in Wächtersbach, der Gründer der Linie Ysenburg-Büdingen-Wächtersbach, machte 1687 Wächtersbach zu seiner Residenz. In seiner Regierungszeit und unter seinen Nachfolgern wurde das heute noch vorhandene barocke Gebäudeensemble von Pferdestall und Remise, der Marstall (1718), das Gebäude der gräflichen Verwaltung, die Rentkammer (1735, unter Graf Ferdinand Maximilian II.) und das Wohnhaus der unverheirateten Geschwister der regierenden Grafen, das Prinzessinnenhaus (1750).
1699 nahm Ferdinand Maximilian I. die wegen ihres evangelischen Glaubens aus dem Piemont vertriebene Waldenser auf. Für sie wurde auf der Spielberger Platte das Dorf Waldensberg gegründet.
Zwischen dem Ysenburgischen Wächtersbach und der Schlossanlage Kinzighausen, dem Stammsitz der Herren Forstmeister von Gelnhausen, lag der den Letzteren gehörende kleine Weiler Hain. Seit dem Jahr 1377 gab es um diesen Besitz eine rechtliche Auseinandersetzung zwischen den Nachbarn. Der Ort und das Hofgut wurden im Dreißigjährigen Krieg verbrannt, das Hofgut jedoch danach, durch die Ysenburger, die das Anwesen zwischenzeitlich käuflich erworben hatten, wieder aufgebaut. Um 1800 wurde der Hof abgerissen. Heute findet sich in Wächtersbach Hain als Flurname wieder. Der Begriff hat sich auch als Straßenname im Hainhofweg erhalten. Auch ein nahe gelegenes Hotel-Restaurant trug über Jahrzehnte hinweg den Namen in abgewandelter Form, als Heinhof.

#### Von Napoleon bis zum 20. Jahrhundert
Die Ysenburger verloren 1806 in napoleonischer (Fürstentum Isenburg) und endgültig in nachnapoleonischer Zeit (Wiener Kongress) ihre Funktion als Landesherren. Sie gehörten ab 1815 für ein Jahr zum Kaisertum Österreich, das das Gebiet 1816 dem Großherzog von Hessen (Hessen-Darmstadt) überließ. Der Großherzog und der Kurfürst von Hessen (Hessen-Kassel) teilten sich das Gebiet Mitte 1816; Wächtersbach wurde kurhessisch und gehörte dort – nach der umfassenden Territorial- und Funktionalreform – von 1821 bis 1829 zum kurhessischen Kreis Salmünster und – nach dessen Auflösung – von 1830 bis 1866 zum kurhessischen Kreis Gelnhausen. Nach der Annexion Kurhessens durch Preußen gehörte der Kreis (vermehrt um das zuvor bayerische Landgericht Orb) 1867 zum neuen preußischen Regierungsbezirk Kassel, der von 1868 bis 1944 zur neu gegründeten preußischen Provinz Hessen-Nassau gehörte. Wächtersbach war Sitz des Amtsgerichtes Wächtersbach.
Durch den Bau der Eisenbahn zwischen Hanau und Bebra in den Jahren 1864 bis 1868 fand die Stadt Anschluss an das Rhein-Main-Gebiet und erfuhr seither, besonders nach dem Zweiten Weltkrieg, eine rasche Aufwärtsentwicklung. Die Wohnquartiere wuchsen aus dem beschränkten, von der Stadtmauer umwehrten Raum heraus und breiteten sich an den umliegenden Hängen und in der Niederung des Kinzigtals aus. Es entstand eine einheimische Industrie. Im tertiären Sektor (Dienstleistungen) stellt die Stadt in der Region heute einen gewissen Mittelpunkt dar.

#### Hospital
Zweimal wurde in Wächtersbach jeweils ein Hospital gegründet:
- Im Jahr 1537 entstand durch Privatinitiative ein erstes Hospital in Wächtersbach. Es war, wie in dieser Zeit üblich, Krankenhaus, aber auch dauerhafte Pflegeeinrichtungen für alte Menschen. Dieses Hospital wurde „vom Grafen, der Stadt und der katholischen Kirche getragen. … Als Wächtersbach aber 1543 protestantisch wurde, versiegte die Geldquelle der katholischen Kirche“. 1582 wurde die Anstalt daher geschlossen[13].

- Im Jahr 1885 wurde dann in der Wächtersbacher Altstadt, von Augusta von Ysenburg-Wächtersbach, der Ehefrau von Fürst Ferdinand Maximilian III. von Ysenburg-Wächtersbach nochmals ein Hospital gegründet. Dieses tat seinen Dienst bis 1913.

#### Spuren jüdischen Lebens in Wächtersbach

##### Überblick
Zeugnisse jüdischen Lebens in Wächtersbach gehen bis ins 17. Jahrhundert zurück. Die Nennung eines Namens findet sich erstmals 1643 mit einem Hiskias. In der Folgezeit, insbesondere ab dem 19. Jahrhundert, sind stark schwankende Zahlen von jüdischen Einwohnern der Stadt, zwischen 2,3 % und etwa 6 % der Bevölkerung, bekannt. Die Schwankungen gehen wahrscheinlich auf Auswanderungen, insbesondere in die USA zurück. Beruflich handelt es sich überwiegend um Groß- und Kleinhändler, Metzger und Handwerker. Sie nahmen am gesellschaftlichen Leben der Stadt teil und hatten eigene Einrichtungen.

##### „Hofjuden“ bei Ferdinand Maximilian I. von Ysenburg-Wächtersbach
Eine besondere Rolle spielten Juden auch im Ysenburger Land, als Händler, Geldverleiher und Vermittler für allerlei Geschäfte. In Wächtersbach wurde dies deutlich nach der Aufteilung der Grafschaft Isenburg, unter den Söhnen von Johann Ernst I. in den Jahren 1685/87. Die Bildung von vier Teil-Grafschaften erforderte eine entsprechende, standesgemäße Ausstattung der neu entstandenen kleinen Amtssitze (Schlösser), mit der notwendigen Infrastruktur: Beamtenschaft, Schulen, Kirchen, Ausstattungsgegenständen usw. In dieser Situation bediente sich Graf Ferdinand Maximilian I. von Ysenburg-Wächtersbach, wegen seiner notorischen Geldknappheit, jüdischer Geldgeber, so z. B. des Meyer von der Weißen Rose aus dem Frankfurter Ghetto, den er als seinen Hofjuden bezeichnete. Vor Ort, in Wächtersbach, sorgte Ferdinand Maximilian für die Ansiedlung einer ausreichenden Zahl von jüdischen Gemeindemitgliedern, damit sie selbständig Gottesdienste abhalten konnten, einen Vorsänger und Lehrer bestellen und schächten durften. Von ihnen erhielt er das Schutzgeld und sie besorgten für ihn die Einnahme der „von Einreisenden oder durchziehenden jüdischen Händlern zu entrichtenden Zollgebühren“.

##### Jüdische Einrichtungen und Aktivitäten

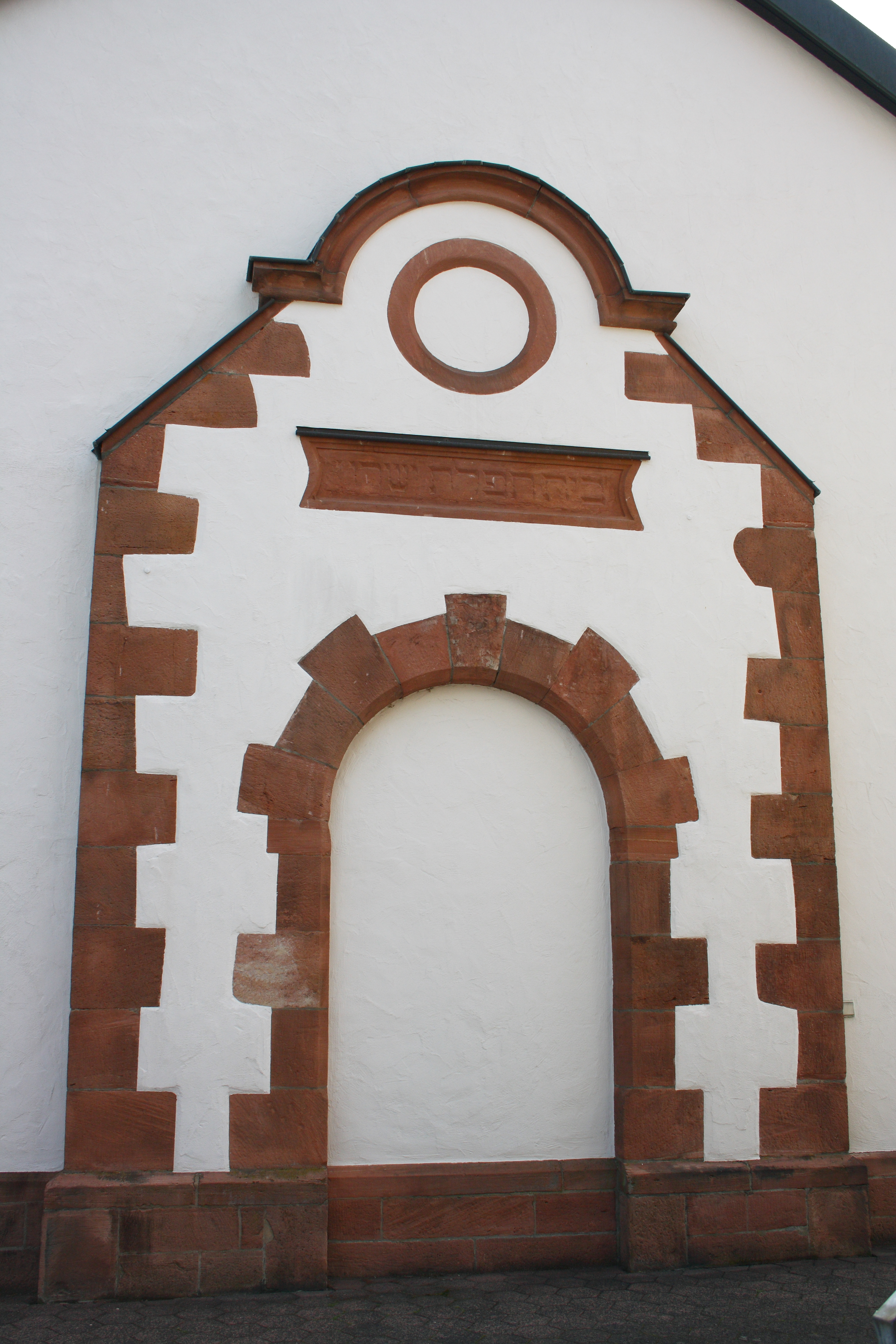
Ehemaliger Eingangsbereich der Synagoge mit hebräischer Inschrift

Zu Beginn des 19. Jahrhunderts gab es in Wächtersbach eine jüdische Schule, mit Lehrer und Lehrerwohnung. Auch ein rituelles Bad, eine Mikwe gab es. Sie befand sich „von 1830 bis 1910 in einem Gebäude am Untertor, danach in einem Anbau an das Synagogengebäude“.
Die Wächtersbacher Synagoge von 1895, in der Bleichgartenstraße, hatte einen Vorgängerbau, der sich von etwa 1700 bis 1895 in einem, nicht mehr erhaltenen, Hintergebäude in der Schlossgasse 5 befand. Die neue Synagoge war ein Saalbau. 1910 wurde östlich das jüdische Gemeindehaus mit Schule, Lehrerwohnung und Bad (Mikwe) angebaut. Der letzte Vorsitzende der jüdischen Gemeinde Wächtersbach, verkaufte im Sommer 1938, das Synagogengebäude. „Die rituellen Gegenstände wurden teilweise nach Hanau, teilweise nach Frankfurt gebracht. Der Tora-Schrein und das Vorbetepult wurden auf dem Friedhof in Aufenau begraben.“

##### Friedhof in Aufenau
In Aufenau gab es seit dem 17. Jahrhundert eine kleine jüdische Gemeinde, die sich jedoch Mitte des 19. Jahrhunderts auflöste. Auf dem, gemeinsam mit den Wächtersbacher Juden angelegten Friedhof in Aufenau wurden auch Verstorbene aus Hesseldorf, Schlierbach und Wittgenborn, später, bis etwa 1920 auch aus Bad Orb beigesetzt. Die letzte Beerdigung auf dem Aufenauer Friedhof fand 1932 statt.

##### Das Ende des Viehhandels
Der Viehhandel in Wächtersbach hatte eine Tradition, die bis auf das Jahr 1768 zurück reichte. In den 1920er und ersten 1930er Jahre gab es unter dem ersten Vorsitzenden des Main-Kinzigtaler Viehhändler-Vereins Benjamin Grünebaum eine rasante Entwicklung der Viehmärkte. Da sie sich 1933 nahezu vollständig in jüdischer Hand befanden, stellten sie ein bevorzugtes Angriffsziel der Nationalsozialisten dar. „Am 17. Juli 1935 drangen 'spontan' Horden in Zivil ein, wohl meist SA-Leute, die auf die wehrlosen jüdischen Händler einschlugen und mit ihren genagelten Schuhen Menschen und Vieh malträtierten. Die Juden kletterten über den Zaun und versuchten, sich in Häusern und Scheunen zu verbergen. Einem Juden wurde das Auge ausgestochen. Die Tiere band man los, und sie liefen auf die Felder und die Wiesen bis an die Kinzig und den Wald. Das war das Aus für ein weitgehend von Juden initiiertes und getragenes Viehhandelsunternehmen, das der Stadt und ihren Bewohnern beträchtliche Einnahmen gebracht hatte. Der Vorsitzende Benni Grünebaum emigrierte nach Südafrika und baute dort mit seinem Sohn Alfred eine große Rinderfarm und Molkerei auf.“

##### Verfolgung und Auswanderung

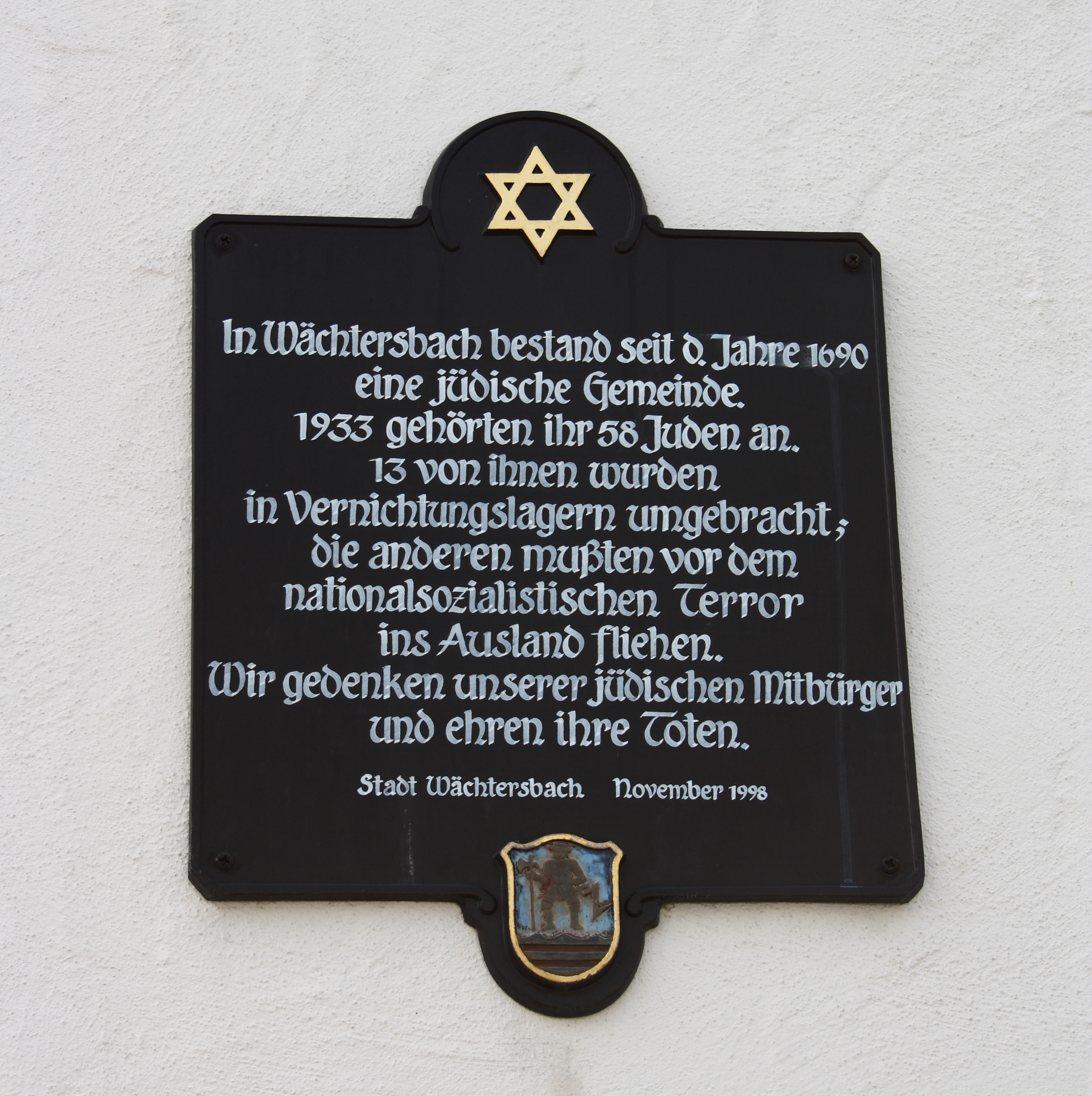
Gedenktafel an Wächtersbacher Synagoge

Diskriminierungen und Schändungen jüdischer Einrichtungen gab es schon zuvor. So wurde der jüdische Friedhof von Aufenau schon in den Jahren 1879 und 1905 geschändet. Im April 1935 wurden die Fenster der jüdischen Häuser und der Synagoge Wächtersbach eingeworfen. Nach dem gewaltsamen Ende der jüdischen Beteiligung auf den Viehmärkten in Wächtersbach im Juli 1935 verstärkte sich die Auswanderung der jüdischen Bevölkerung. Ihre Ziele waren die USA, Südafrika, auch die Tschechoslowakei. Im August 1938 verließ der letzte jüdische Einwohner Wächtersbach. Daher gab es in der Reichspogromnacht am 9. November 1938 auch keine Angriffe auf die Synagoge. Ähnlich waren die Situationen auch in den Nachbarstädten Bad Orb und Gelnhausen.

##### Erinnerung
Am Gebäude der ehemaligen Synagoge sind zwei Hinweis- und Gedenktafeln angebracht. Die eine verweist auf die ursprüngliche Zweckbestimmung des Gebäudes, die Zweite erinnert an das Schicksal der jüdischen Gemeinde von Wächtersbach.

### Eingemeindungen
Zum 31. Dezember 1970 wurden im Zuge der hessischen Gemeindegebietsreform die bis dahin selbständigen Gemeinden Hesseldorf, Neudorf, Weilers und Wittgenborn auf freiwilliger Basis eingegliedert. Am 1. März 1971 kamen die Gemeinden Leisenwald und Waldensberg hinzu. Aufenau folgte am 1. April 1971. Damit bestand die Stadt Wächtersbach aus 8 Stadtteilen. Für alle Stadtteile wurde je ein Ortsbezirk mit Ortsbeirat und Ortsvorsteher nach der Hessischen Gemeindeordnung eingerichtet.

## Bevölkerung

### Einwohnerstruktur 2011
Nach den Erhebungen des Zensus 2011 lebten am Stichtag dem 9. Mai 2011 in Wächtersbach 12.284 Einwohner. Darunter waren 1165 (9,5 %) Ausländer, von denen 223 aus dem EU-Ausland, 821 aus anderen europäischen Ländern und 121 aus anderen Staaten kamen. Von den deutschen Einwohnern hatten 16,6 % einen Migrationshintergrund. (Bis zum Jahr 2020 erhöhte sich die Ausländerquote auf 14,2 %.) Nach dem Lebensalter waren 2237 Einwohner unter 18 Jahren, 5175 zwischen 18 und 49, 2537 zwischen 50 und 64 und 2333 Einwohner waren älter. Die Einwohner lebten in 5108 Haushalten. Davon waren 1317 Singlehaushalte, 1491 Paare ohne Kinder und 1655 Paare mit Kindern sowie 464 Alleinerziehende und 121 Wohngemeinschaften. In 1056 Haushalten lebten ausschließlich Senioren und in 3476 Haushaltungen lebten keine Senioren.

### Einwohnerentwicklung
- um 1600: 118 Haushaltungen[33]
- 1503: 83 Steuernde[33]

| Wächtersbach: Einwohnerzahlen von 1834 bis 2020 | Wächtersbach: Einwohnerzahlen von 1834 bis 2020 | Wächtersbach: Einwohnerzahlen von 1834 bis 2020 | Wächtersbach: Einwohnerzahlen von 1834 bis 2020 | Wächtersbach: Einwohnerzahlen von 1834 bis 2020 |
| --- | ----------------------------------------------- | ----------------------------------------------- | ----------------------------------------------- | ----------------------------------------------- |
| Jahr |                                                 |                                                 |                                                 | Einwohner                                       |
| 1834 | 1834                                            |                                                 | 1.315                                           | 1.315                                           |
| 1840 | 1840                                            |                                                 | 1.283                                           | 1.283                                           |
| 1846 | 1846                                            |                                                 | 1.255                                           | 1.255                                           |
| 1852 | 1852                                            |                                                 | 1.195                                           | 1.195                                           |
| 1858 | 1858                                            |                                                 | 1.128                                           | 1.128                                           |
| 1864 | 1864                                            |                                                 | 1.080                                           | 1.080                                           |
| 1871 | 1871                                            |                                                 | 1.277                                           | 1.277                                           |
| 1875 | 1875                                            |                                                 | 1.218                                           | 1.218                                           |
| 1885 | 1885                                            |                                                 | 1.174                                           | 1.174                                           |
| 1895 | 1895                                            |                                                 | 1.141                                           | 1.141                                           |
| 1905 | 1905                                            |                                                 | 1.243                                           | 1.243                                           |
| 1910 | 1910                                            |                                                 | 1.293                                           | 1.293                                           |
| 1925 | 1925                                            |                                                 | 1.542                                           | 1.542                                           |
| 1939 | 1939                                            |                                                 | 1.567                                           | 1.567                                           |
| 1946 | 1946                                            |                                                 | 2.448                                           | 2.448                                           |
| 1950 | 1950                                            |                                                 | 3.090                                           | 3.090                                           |
| 1956 | 1956                                            |                                                 | 3.508                                           | 3.508                                           |
| 1961 | 1961                                            |                                                 | 3.720                                           | 3.720                                           |
| 1967 | 1967                                            |                                                 | 4.080                                           | 4.080                                           |
| 1970 | 1970                                            |                                                 | 6.838                                           | 6.838                                           |
| 1973 | 1973                                            |                                                 | 9.653                                           | 9.653                                           |
| 1975 | 1975                                            |                                                 | 9.803                                           | 9.803                                           |
| 1980 | 1980                                            |                                                 | 10.385                                          | 10.385                                          |
| 1985 | 1985                                            |                                                 | 10.475                                          | 10.475                                          |
| 1990 | 1990                                            |                                                 | 10.739                                          | 10.739                                          |
| 1995 | 1995                                            |                                                 | 11.571                                          | 11.571                                          |
| 2000 | 2000                                            |                                                 | 12.246                                          | 12.246                                          |
| 2005 | 2005                                            |                                                 | 12.389                                          | 12.389                                          |
| 2010 | 2010                                            |                                                 | 12.297                                          | 12.297                                          |
| 2011 | 2011                                            |                                                 | 12.284                                          | 12.284                                          |
| 2015 | 2015                                            |                                                 | 12.380                                          | 12.380                                          |
| 2020 | 2020                                            |                                                 | 12.719                                          | 12.719                                          |
| Datenquelle: Historisches Gemeindeverzeichnis für Hessen: Die Bevölkerung der Gemeinden 1834 bis 1967. Wiesbaden: Hessisches Statistisches Landesamt, 1968. Weitere Quellen: LAGIS; Hessisches Statistisches Informationssystem; Zensus 2011 Ab 1970 einschließlich der im Zuge der Gebietsreform in Hessen eingegliederten Orte. |                                                 |                                                 |                                                 |                                                 |

## Religion

### Religionszugehörigkeit
| • 1885: | 953 evangelische (= 83,67 %), 102 katholische (= 8,96 %), 54 jüdische (= 4,74 %) Einwohner                                                                                        |
| • 1961: | 2238 evangelische (= 60,16 %), 1395 katholische (= 37,50 %) Einwohner |
| • 1987: | 5608 evangelische (= 55,6 %), 3421 katholische (= 33,9 %), 1066 sonstige (= 10,5 %) Einwohner                                                                                     |
| • 2011: | 5600 evangelische (= 45,6 %), 3410 katholische (= 27,8 %), 3410 freikirchliche (= 0,9 %), 80 orthodoxe (= 0,7 %), 300 andersgläubig (= 2,4 %), 2780 sonstige (= 22,6 %) Einwohner |

### Kirchen

#### Anfänge
Die erste in Wächtersbach genannte Kirche war eine als Holzbau errichtete Marienkapelle. Gestiftet hatte sie Konrad V. von Trimberg, gemeinsam mit seiner Frau Elisabeth und seinem Sohn Konrad VI. In einer Urkunde vom 13. Juli 1354 stattete er sie „mit Besitz und Einkünften reich aus …“, z. B. mit dem Zehnten aus dem Dorf Weilers. Anfangs war Aufenau die Mutterkirche für Wächtersbach. 1435 wurde Wächtersbach, wegen der großen Entfernung, von Aufenau getrennt, und zur selbständigen Pfarrei erklärt.

#### Evangelische Kirche
Bereits um 1526 hat sich der Regent des Ysenburger Landes, Graf Anton von Isenburg-Büdingen zu Ronneburg, der Reformation angeschlossen. Seit Beginn der 1530er Jahre hat er mehrere Klöster in seinem Herrschaftsbereich aufgelöst oder verpfändet, und schließlich erhielt Wächtersbach „1541 mit Philipp Wahne den ersten evangelischen Pfarrer“.
Viele Umbauten veränderten das Äußere der ehemaligen Marienkapelle im Verlaufe der Jahrhunderte. Dokumentiert ist, dass 1514 der Wachturm der Stadtmauer, die bei der Kirche einen rechten Winkel bildete, an die Kirche angebaut wurde. Er erfüllte später die Funktion des Kirchturms. 1661 erhielt die Kirche eine Glocke, die der Müller und Wirt Wilhelm Eichhorn stiftete. Sein Name wurde in der Glocke eingraviert. Zur Vergrößerung des Kirchenraumes entstand im Jahre 1703 das Querschiff. Die Kirche wurde „in der Hauptsache 1664, 1702 und 1816 zur heutigen Kirche umgebaut.“
Wie auch an anderen Orten üblich, haben auch in Wächtersbach „in der Kirche einige hervorragende Gemeindemitglieder ihre letzte Ruhestätte gefunden.“ In personeller wie räumlicher Hinsicht eng mit der Kirche verbunden war auch die Wächtersbacher Lateinschule.

#### Katholische Kirche
Erstmals etwa 300 Jahre nach Einführung der Reformation, wurden 1838 3 Katholiken in Wächtersbach erwähnt, 1857 waren es 27. Durch Zuzug erhöhte sich die Zahl bis 1892 auf 121 Personen. Gottesdienste besuchten die katholischen Gläubigen in Aufenau. Darüber hinaus gab es seit 1856 eine Betreuung durch die Franziskaner-Patres von Salmünster.
Für die stetig wachsende katholische Gemeinde wuchs die Notwendigkeit eines eigenen Gotteshauses vor Ort. Durch „energische Initiative … der Fürstin Anna Elisabeth zu Ysenburg und Büdingen, geborener Gräfin Dobrženský von Dobrženitz“, und bei erheblicher materieller Unterstützung durch den Fürsten Friedrich Wilhelm zu Ysenburg und Büdingen (er hatte u. a. das Grundstück und das Bauholz gespendet), konnte schließlich am 1. Januar 1907 eine katholische Marienkapelle in Wächtersbach geweiht werden. Anna Elisabeth, die katholische Ehefrau des evangelischen Fürsten hatte ihre fünf Töchter katholisch erzogen, während der Sohn, Erbprinz Ferdinand Maximilian der evangelischen Konfession angehörte. Die Seelsorge für die Wächtersbacher Katholiken lag auch mit der Kapelle weiterhin in den Händen der Patres von Salmünster.
Nach dem Zweiten Weltkrieg gab es eine weitere wesentliche Steigerung der Gläubigenzahl durch Heimatvertriebene aus Oberschlesien und dem Sudetenland sowie durch Evakuierte und Ausgebombte aus der Region. Im Jahre 1946 erhielt Wächtersbach mit Nikolaus Bauer den ersten katholischen Pfarrer nach der Reformation. Ein Erweiterungsbau der Marienkapelle wurde am 17. Juni 1951 eingeweiht. 1960 wurde die Lokalkaplanei Schlierbach mit weiteren Gemeinden Wächtersbach angegliedert, das zwischenzeitlich die Zahl von 1400 Gläubigen überschritten hatte. Zunächst als Pfarrkuratie geführt, wurde Wächtersbach am 1. Januar 1963 zur selbstständigen Pfarrei Mariä Himmelfahrt erhoben.
Als bei weiterem Wachstum der Gemeinde, eine Erweiterung der Kapelle nicht mehr möglich war, musste sie 1969 einer neuen Kirche weichen. 1985 erhielt die Pfarrei ein Gemeindezentrum, das Nikolaus-Bauer-Haus.
Im Jahre 2006 erfolgte die Gründung des Pfarrverbundes St. Jakobus Vogelsberg-Spessart. Es ist ein Zusammenschluss der katholischen Pfarreien Mariae Heimsuchung (Birstein); St. Peter und Paul (Biebergemünd); Mariae Geburt (Biebergemünd) mit der Burgbergkapelle St. Mauritius; St. Johannes Nepomuk (Biebergemünd) und Mariae Himmelfahrt (Wächtersbach) mit der Filiale Herz Jesu (Schlierbach).

## Politik

### Stadtverordnetenversammlung
Die Kommunalwahl am 14. März 2021 lieferte folgendes Ergebnis, in Vergleich gesetzt zu früheren Kommunalwahlen:
| Sitzverteilung in der Stadtverordnetenversammlung 2021Insgesamt 37 Sitze - SPD: 18 - FW: 10 - CDU: 5 - Grüne: 3 - Linke: 1 | Parteien und Wählergemeinschaften | Parteien und Wählergemeinschaften           | % 2021 | Sitze 2021 | % 2016 | Sitze 2016 | % 2011 | Sitze 2011 | % 2006 | Sitze 2006 | % 2001 | Sitze 2001 |
| Sitzverteilung in der Stadtverordnetenversammlung 2021Insgesamt 37 Sitze - SPD: 18 - FW: 10 - CDU: 5 - Grüne: 3 - Linke: 1 | SPD                               | Sozialdemokratische Partei Deutschlands     | 50,0   | 18         | 58,2   | 22         | 63,8   | 23         | 56,3   | 21         | 60,0   | 22         |
| Sitzverteilung in der Stadtverordnetenversammlung 2021Insgesamt 37 Sitze - SPD: 18 - FW: 10 - CDU: 5 - Grüne: 3 - Linke: 1 | CDU                               | Christlich Demokratische Union Deutschlands | 13,1   | 5          | 27,7   | 10         | 26,4   | 10         | 35,1   | 13         | 33,4   | 12         |
| Sitzverteilung in der Stadtverordnetenversammlung 2021Insgesamt 37 Sitze - SPD: 18 - FW: 10 - CDU: 5 - Grüne: 3 - Linke: 1 | GRÜNE                             | Bündnis 90/Die Grünen                       | 7,8    | 3          | 8,9    | 3          | —      | —          | —      | —          | —      | —          |
| Sitzverteilung in der Stadtverordnetenversammlung 2021Insgesamt 37 Sitze - SPD: 18 - FW: 10 - CDU: 5 - Grüne: 3 - Linke: 1 | LINKE                             | Die Linke                                   | 3,2    | 1          | 5,2    | 2          | 5,3    | 2          | —      | —          | —      | —          |
| Sitzverteilung in der Stadtverordnetenversammlung 2021Insgesamt 37 Sitze - SPD: 18 - FW: 10 - CDU: 5 - Grüne: 3 - Linke: 1 | FDP                               | Freie Demokratische Partei                  | –      | –          | —      | —          | 4,6    | 2          | 8,6    | 3          | 6,6    | 3          |
| Sitzverteilung in der Stadtverordnetenversammlung 2021Insgesamt 37 Sitze - SPD: 18 - FW: 10 - CDU: 5 - Grüne: 3 - Linke: 1 | FW                                | Freie Wächter                               | 25,9   | 10         | —      | —          | –      | –          | –      | –          | –      | –          |
| Sitzverteilung in der Stadtverordnetenversammlung 2021Insgesamt 37 Sitze - SPD: 18 - FW: 10 - CDU: 5 - Grüne: 3 - Linke: 1 | gesamt                            | gesamt                                      | 100,0  | 37         | 100,0  | 37         | 100,0  | 37         | 100,0  | 37         | 100,0  | 37         |
| Sitzverteilung in der Stadtverordnetenversammlung 2021Insgesamt 37 Sitze - SPD: 18 - FW: 10 - CDU: 5 - Grüne: 3 - Linke: 1 | Wahlbeteiligung in %              | Wahlbeteiligung in %                        | 53,2   | 53,2       | 54,2   | 54,2       | 53,9   | 53,9       | 54,6   | 54,6       | 59,9   | 59,9       |

### Bürgermeister
Nach der hessischen Kommunalverfassung wird der Bürgermeister für eine sechsjährige Amtszeit gewählt, seit dem Jahr 1993 in einer Direktwahl, und ist Vorsitzender des Magistrats, dem in der Stadt Wächtersbach neben dem Bürgermeister ehrenamtlich ein Erster Stadtrat und fünf weitere Stadträte angehören. Bürgermeister ist seit dem 1. Mai 2014 Andreas Weiher (SPD), der bis dahin als Erster Stadtrat dem Magistrat angehörte. Er wurde als Nachfolger von Rainer Krätschmer (SPD), der nach vier Amtszeiten nicht wieder kandidiert hatte, am 22. September 2013 im ersten Wahlgang bei 72,5 Prozent Wahlbeteiligung mit 72,7 Prozent der Stimmen gewählt. Es folgte eine Wiederwahl im November 2019.
Amtszeiten der Bürgermeister
- 2014–2026 Andreas Weiher (SPD)[51]
- 1990–2014 Rainer Krätschmer (SPD) (1944–2017)[54]
- 1953–1990 Heinrich Heldmann (SPD) (1925–2011)[55]
- 1949–1953 Werner Schwichtenberg (parteilos)
- 1948–1949 Helmut Petzold (parteilos)
- 1945–1948 Johannes Müller (SPD)
- März 1945 – Juli 1945, Heinrich Zipf, kommissarisch von der US-amerikanischen Militärregierung eingesetzt
- 1934–1945 Wilhelm Netthöfel (NSDAP)
- 1924–1934 Georg Stetefeld (DDP)
- 1901–1902 Frhr. von Steinacker und Schultheis, kommissarisch eingesetzt
- 1895–1901 Karl Stein
- 1885–1895 Christian Morkel
- 1863–1884 Georg Kolb
- 1854–1863 Ernst Hammer

In der Anfangszeit, um 1507, und noch bis zur neuen kurhessischen Gemeindeordnung von 1834, gab es jeweils einen Oberbürgermeister und einen Unterbürgermeister. Die ältesten bekannten Personen waren 1507–1508 Oberbürgermeister Heinz Kesselring und Unterbürgermeister Hert Dietrich.

### Ortsbezirke
Folgende Ortsbezirke mit Ortsbeirat und Ortsvorsteher nach der Hessischen Gemeindeordnung gibt es im Gemeindegebiet:
- Ortsbezirk Hesseldorf (Gebiete der ehemaligen Gemeinde Hesseldorf). Der Ortsbeirat besteht aus fünf Mitgliedern.
- Ortsbezirk Weilers (Gebiete der ehemaligen Gemeinde Weilers). Der Ortsbeirat besteht aus fünf Mitgliedern.
- Ortsbezirk Neudorf (Gebiete der ehemaligen Gemeinde Neudorf). Der Ortsbeirat besteht aus fünf Mitgliedern.
- Ortsbezirk Leisenwald (Gebiete der ehemaligen Gemeinde Leisenwald). Der Ortsbeirat besteht aus fünf Mitgliedern.
- Ortsbezirk Waldensberg (Gebiete der ehemaligen Gemeinde Waldensberg). Der Ortsbeirat besteht aus fünf Mitgliedern.
- Ortsbezirk Aufenau (Gebiete der ehemaligen Gemeinde Aufenau). Der Ortsbeirat besteht aus sieben Mitgliedern.
- Ortsbezirk Wittgenborn (Gebiete der ehemaligen Gemeinde Wittgenborn). Der Ortsbeirat besteht aus sieben Mitgliedern.
- Ortsbezirk Innenstadt (Gebiete der ehemaligen Gemeinde Wächtersbach und der Neubaugebiete „Köhlersgraben Teil III, IV und V“). Der Ortsbeirat besteht aus neun Mitgliedern.

Für den Ortsbezirk Innenstadt ist der derzeitige Ortsvorsteher Eberhard Wetzel (Freie Wächter), seine Stellvertreter sind Heike Horn (SPD) und Michael Creß (CDU). Weitere Mitglieder sind Andreas Götzl (CDU) Susanne Mainka (SPD), Thomas Janik (SPD), Alfred Dörsch (SPD), Manfred Huck (Freie Wächter), Frank Hilliger (Freie Wächter).

### Wappen

Wappen Wächtersbach

Blasonierung: Das Wappen der Stadt Wächtersbach zeigt in Blau einen links von einer silbernen Wolfsangel begleiteten silbernen Ritter; in dem mit Wellenschnitt begrenzten silbernen Schildfuß zwei schwarze Balken.
Bedeutung: 1982 wurde für Wächtersbach ein neues Wappen entworfen. Der Wächter soll zusammen mit dem Wellenschnitt redend auf den Namen „Wächtersbach“ hinweisen.
Die fünf Stadtteile Hesseldorf, Weilers, Wittgenborn, Waldensberg und Leisenwald werden durch die fünf Balken im unteren Teil des Wappens symbolisiert. Sie gehörten zusammen mit der Kernstadt zur Grafschaft Isenburg-Büdingen. Die beiden schwarzen Balken sind Teil des Wappens der Grafen zu Ysenburg und Büdingen.
Die Stadtteile Neudorf und Aufenau werden durch die Wolfsangel symbolisiert. Beide waren bis Ende des 18. Jahrhunderts der reichsunmittelbaren Herrschaft der Forstmeister von Gelnhausen unterstellt.

### Städtepartnerschaften
- Châtillon-sur-Chalaronne seit 1962, Vonnas und Baneins (Frankreich), seit 1998[58]
- Troizk (Russland), von 1985 bis zum russischen Überfall auf die Ukraine 2022[59]
- Roßleben (Ortsteil der Stadt Roßleben-Wiehe) (Thüringen)
- Bobbio Pellice (Italien), seit 2005[60]

## Öffentliche Einrichtungen

### Rathaus im Schloss
Das Rathaus der Stadt Wächtersbach, mit der gesamten Stadtverwaltung, befindet sich seit März 2020 im renovierten Schloss Wächtersbach, der ehemaligen Residenz der Ysenburger. Dort im Kaminzimmer, dem Augusta-Saal befinden sich auch, als Teil des Heimatmuseums Wächtersbach, Keramiken der Manufaktur Waechtersbach. Ein Restaurant und ein Saal für Veranstaltungen mit 200 Sitzplätzen, der Ferdinand Maximilian-Saal, ergänzen die städtischen Einrichtungen im Schloss.

### Bildung

#### Kindergärten
In der Innenstadt gibt es zwei Kindergärten in städtischer Trägerschaft: die Elisabeth-Curdts-Kindertagesstätte und den Kindergarten Regenbogen. Hinzu kommt der Evangelische Kindergarten.
Für die Ortsteile auf der Spielberger Platte gibt es in Wittgenborn den Kindergarten Schatzinsel und in Leisenwald den Kindergarten Gänseblümchen, die ebenfalls städtisch sind. Diese beiden Kindergärten stehen auch für Waldensberger Kinder zur Verfügung.
Für die vier Talgemeinden Aufenau, Hesseldorf, Neudorf und Weilers gibt es als städtische Einrichtungen den Kindergarten Löwenzahn in Aufenau, die Kindertagesstätte Abenteuerland in Hesseldorf und die private Zwergenstube Kinderkrippe, ebenfalls in Aufenau. Diese Kitas versorgen auch die jeweils benachbarten Ortsteile Waldensberg und Weilers.

#### Schulen
In Wächtersbach, Ortsteil Aufenau befindet sich die Grundschule Aufenau, im Stadtzentrum sind die Grundschule Kinderbrücke sowie eine kooperative Gesamtschule, die Friedrich-August-Genth-Schule. Alle Ortsteile sind mit Buslinien an das Schulzentrum in der Innenstadt angebunden. Für den gymnasialen Abschluss steht das Grimmelshausen-Gymnasium Gelnhausen zur Verfügung.

### Heinrich-Heldmann-Halle, Dorfgemeinschaftshäuser
Wächtersbach verfügt über ein Bürgerhaus in der Stadtmitte, die Heinrich-Heldmann-Halle und Dorfgemeinschaftshäuser in jedem der Stadtteile, das sind die Dorfgemeinschaftshäuser Hesseldorf, Leisenwald, Neudorf, Waldensberg, Weilers, Wittgenborn und das Kulturhaus Aufenau.
Neben der kommunalen Nutzung können die Einrichtungen auch für private Veranstaltungen aller Art, Familienfeiern, Präsentationen, Seminare und Ähnliches gebucht werden.
Im Gebäude der Heinrich-Heldmann-Halle befindet sich auch ein Restaurant.

### Freiwillige Feuerwehr Wächtersbach

#### Feuerwehr Innenstadt
Die Freiwillige Feuerwehr Wächtersbach wurde am 18. Juni 1871 gegründet. Der Stützpunkt befindet sich seit 1972 in Ortsmitte und ist Teil des Sicherheitszentrums Wächtersbach. 1981 wurde eine Jugendfeuerwehr gegründet. Die Mittelpunktfunktion der Stadt bringt auch für die Freiwillige Feuerwehr Wächtersbach eine Reihe von Aufgaben mit überörtlichem Charakter mit sich. Dazu zählen unter anderem:
- Transport der Wärmebildkamera in Nachbargemeinden bzw. -städte
- Helfer vor Ort („First Responder“) während der Messe Wächtersbach, beim überregionalen Fahrradsonntag „Kinzig-Total“, oder an Fasching
- Einsätze auf der benachbarten BAB 66 und Bundesstraße 276
- Einsätze an der Bahnstrecke Frankfurt–Fulda
- Industriebetriebe Kunststofftechnik
- Betriebe nach Störfallverordnung
- Überörtliche Einsätze – Gefahrgut

Die Einsatzabteilung besteht (2020) aus 56 Frauen und Männern. Die Jugendfeuerwehr Wächtersbach zählt 12 Einsatzkräfte.
Mehrmalig im Jahr finden gemeinsame Übungen mit den Feuerwehren anderer Stadtteile, wie Aufenau, Wittgenborn und Waldensberg und Leisenwald statt.
Für den Main-Kinzig-Kreis ist der Stützpunkt Wächtersbach ein Ausbildungsstandort, eine Atemschutzwerkstatt und dient der Vorhaltung und Besetzung von Fahrzeugen des MKK.

#### Feuerwehren der Ortsteile
Sowohl die vier im Tal liegenden Ortsteile: Aufenau, Hesseldorf, Neudorf und Weilers, als auch die drei Ortsteile auf der Spielberger Platte: Leisenwald, Waldensberg und Wittgenborn verfügen über eigene Feuerwehren.

### Technisches Hilfswerk
Die Bundesanstalt Technisches Hilfswerk (THW) betreibt einen Stützpunkt in Wächtersbach. Dort ist ein Technischer Zug stationiert, bestehend aus Zugtrupp (ZTr), Bergungsgruppe mit Einsatzgerüstsystem (B EGS), einer Fachgruppe Notversorgung und Notinstandsetzung (FGr N) sowie einer Fachgruppe Sprengen (FGr Sp).

### Bücherei
Die evangelische Kirchengemeinde betreibt eine öffentliche Gemeindebücherei.

### Schlosspark
Ganz zentral, an die Altstadt anschließend, neben dem Rathaus im Schloss, befindet sich der Schlosspark, ein vom Landschaftsarchitekten Johannes Bodenbender im 19. Jahrhundert gestalteter Landschaftspark im englischen Stil. „Seit Mitte des 20. Jahrhunderts, großteils bereits vor 1939 ist der Park öffentlich zugänglich.“ Er stellt durch seine Stadtnähe, seine Größe und die naturnahe Gestaltung ein beliebtes Naherholungsgebiet dar. Durch den Erwerb von Schloss und Schlosspark im Jahr 2016 hat die Stadt Wächtersbach die Verantwortung für Pflege und Erhalt dieses wichtigen, historischen Kulturgutes übernommen.

## Wirtschaft

### Handel
Einzelhandel, elektrotechnische und kunststoffverarbeitende Industrie beherrschen das Wirtschaftsleben. In den letzten Jahren siedelten sich viele Geschäfte an; dadurch wurde Wächtersbach zu einem regionalen Einkaufszentrum für die umliegenden Städten und Gemeinden.

### Messe, Märkte und Veranstaltungen

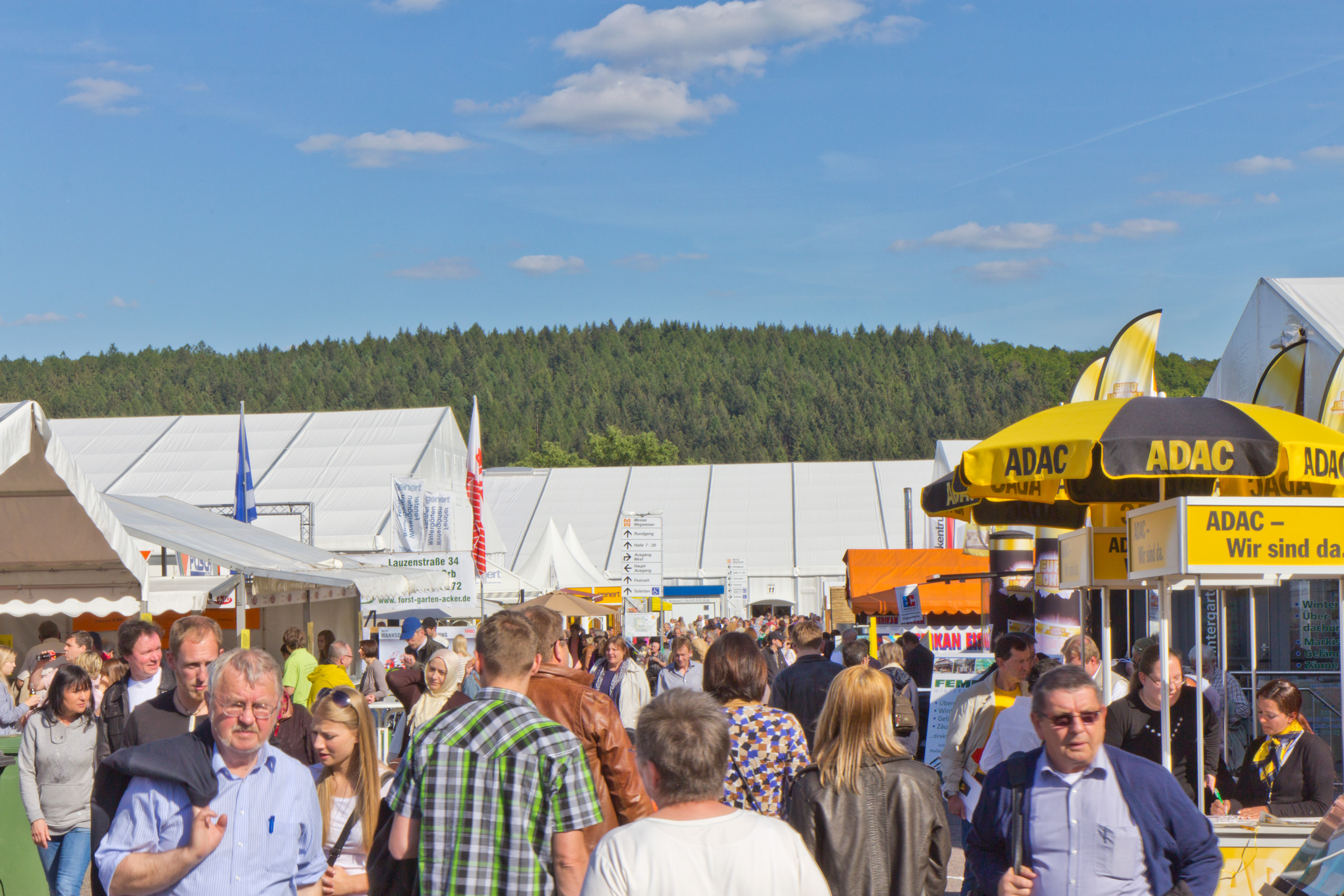
Wächtersbacher Messe 2012

#### Messe Wächtersbach
Die Verbraucherausstellung „Messe Wächtersbach“, findet seit 1949 jedes Jahr in der Himmelfahrtswoche statt. Die größte Verbraucherschau des Main-Kinzig-Kreises verfügt, auf einem eigenen Messegelände über eine große Angebotsvielfalt. Bis zu 440 Ausstellern werben in den Bereichen Industrie, Handel, Handwerk, Bauen, Wohnen, Garten und Lifestyle um die Gunst des Konsumenten. Jedes Jahr wird zudem eine Sonderausstellung durchgeführt. Beispielsweise 2007 zeigte die Sonderschau die Terrakottaarmee des ersten chinesischen Kaisers, 2009 wurden Exponate der Sammlung Bründl unter dem Titel „Mythos Wild West“ ausgestellt.

#### Wächtersbacher Stadtradeln
Das Stadtradeln ist ein internationaler Wettbewerb, entstanden durch eine Initiative des europäischen Klimabündnisses. Es hat zum Ziel, in der Zeit vom 1. Mai bis zum 30. September, in 21 Tagen am Stück möglichst viele Alltagswege mit dem Fahrrad, umweltfreundlich zurückzulegen.
Wächtersbacher Radfahrer nehmen seit vielen Jahren an dieser Veranstaltung teil. Die Wertung wird für Gruppen und Einzelfahrer vorgenommen und die Sieger mit Preisen belohnt. Sponsoren der Veranstaltung sind die Kreiswerke Main Kinzig, die Stadtwerke Wächtersbach, die Kreissparkasse Gelnhausen und viele Wächtersbacher Unternehmen.

#### Weihnachtsmarkt
Der Weihnachtsmarkt findet jährlich am Samstag vor dem 1. Advent statt.

#### Biermeilenfest
Jeden ersten Samstag im Juli findet das Biermeilenfest statt. Es verkehren Shuttle-Busse in die umliegenden Gemeinden.

### Steinindustrie

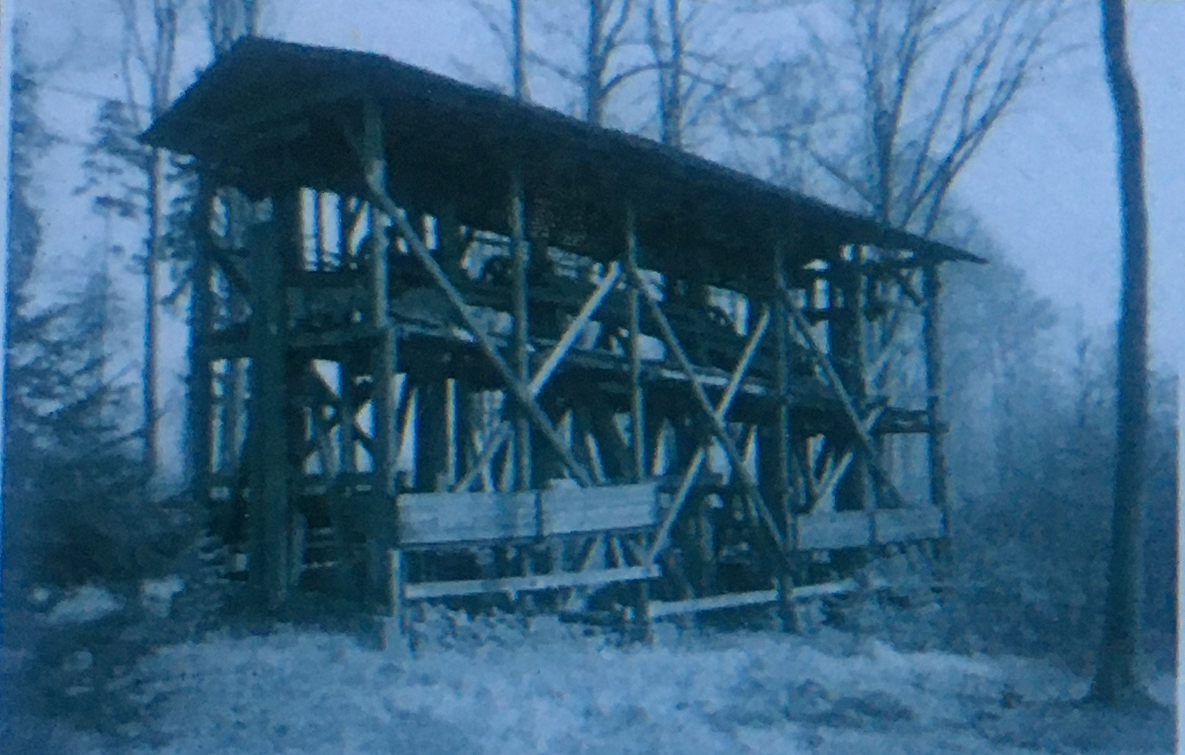
Ehemaliges Ausgleichsspannwerk der Drahtseilbahn Breitenborn-Wächtersbach

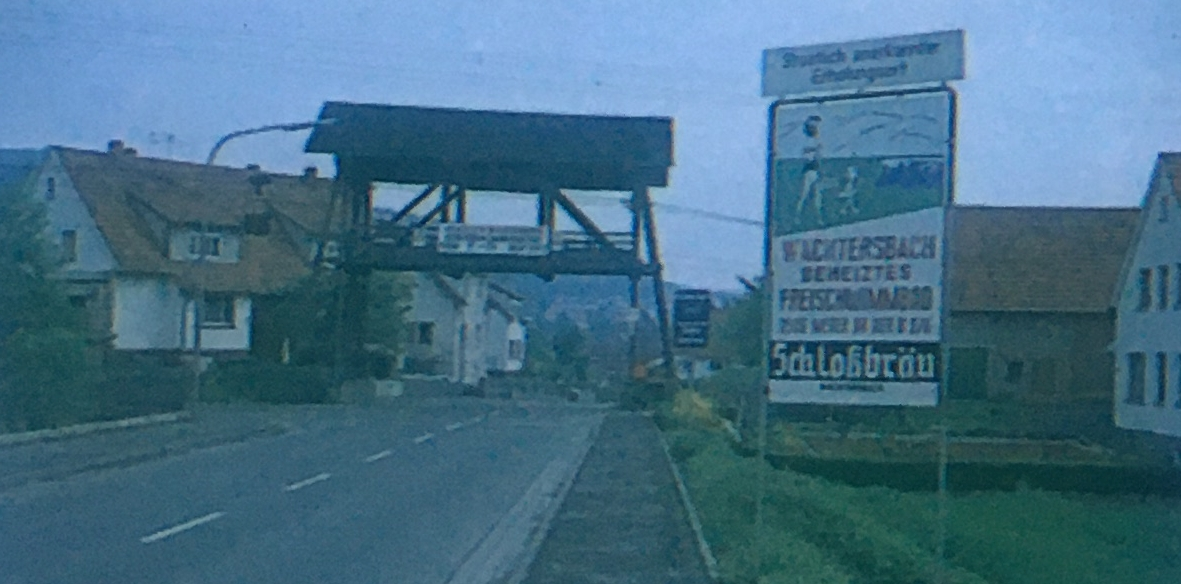
Drahtseilbahn Breitenborn-Wächtersbach, Straßen-Schutzbrücke

Die Steinindustrie stand am Anfang der Industriegeschichte Wächtersbachs, am Ende des 19. Jahrhunderts. Schwerpunkte waren zunächst die Herstellung von Pflastersteinen und der Transport des Rohmaterials Basalt aus dem nahe gelegenen Steinbruch Breitenborn. 1895 übernahm der Unternehmer Friedrich Rousselle (er stammte aus einer Hanauer Hugenottenfamilie) den Steinbruch Breitenborn. Rousselle stellte den unwirtschaftlichen Transport mit Pferdefuhrwerken auf Seilbahnbetrieb um. 1906 in Betrieb genommen, transportierte eine 7 km lange Drahtseilbahn jahrzehntelang Rohfels vom Steinbruch in Breitenborn zu dem an der Bahnstrecke Gießen–Gelnhausen gelegenen Betriebsgelände des Steinwerkes in Wächtersbach. Dort wurde es gebrochen, gesiebt und zum Teil in Spezialwagen der Bahn verladen. Breitenborn war damals der größte Steinbruch Deutschlands. Die Seilbahn war in der Lage, bis zu 3.000 Tonnen Basalt pro Tag nach Wächtersbach zu befördern. 1907 wurde als Betriebsgesellschaft die Mitteldeutsche Hartstein-Industrie AG (MHI) gegründet. Nachdem sich im Straßenbau die Schwarzdecken gegenüber den wassergebundenen Decken durchgesetzt hatten, wurde 1925 in Wächtersbach die erste stationäre Asphaltmischanlage Deutschlands errichtet. Später wurde am Standort Wächtersbach auch eine Produktionsanlage von Mineralwolle gebaut, eines damals wichtigen Dämmstoffes. 1974 erwarb die MHI eine qualifizierte Mehrheit an der 1946 von Karl Schöning gegründeten Strassing Bau-GmbH in Bad Orb (Straßenbau) mit Tochterunternehmen in Offenbach, Fulda und Nidda und erweiterte damit ihre Angebotspalette.
Nach 75 Betriebsjahren wurde die Seilbahn in den Jahren 1981/1982 stückweise demontiert. Es war nun günstiger, den Basalt per Lastwagen nach dem 13 km entfernten Wächtersbach zu transportieren. „…. Damit verschwand ein markantes Wahrzeichen von Wächtersbach, die Straßen-Schutzbrücke aus Holz über die Gelnhäuser Strasse.“ (am 5. August 1981). Nur noch Informationstafeln an einzelnen Wegpunkten der Drahtseilbahn erinnern an die ehemalige technische Errungenschaft.
Schon 1984 war die Bahnverladung von Basalt in Wächtersbach eingestellt worden, aber erst am 3. Mai 2003 wurde die eindrucksvolle, in historisierendem Stil errichtete Aufbereitungsanlage und Verladestation für Bahnschotter abgerissen. „Heute betreibt die MHI GRUPPE in Wächtersbach neben dem Natursteinhandel ihr Zentrallabor für die Entwicklung und Überwachung von Naturstein und Asphalt“ sowie eine „Betontankstelle“.

### Hartpapierwaren und Holzstoffgefäße
Ein für die Stadt Wächtersbach bedeutendes Kapitel Industriegeschichte des 20. Jahrhunderts schrieb die Firma Gebrüder Adt A.G. Als Folge des Ersten Weltkrieges wurde die seit 1853 in Forbach in Lothringen ansässige Papierlackwarenfabrik enteignet. Gustav Adt und sein Sohn Hans erwarben 1919 die Kartonagenfabrik Friedrich Christian GmbH und verlegten den Sitz ihrer eigenen Firma nach Wächtersbach.
Für den Stab ihrer Mitarbeiter, Angestellte wie Facharbeiter, die mit ihnen aus Lothringen nach Wächtersbach kamen, ließen sie 6 Doppelhäuser mit 12 Werkswohnungen bauen. Es war für Wächtersbach der erste soziale Wohnungsbau. Für die Gebr. Adt AG war es die Fortführung ihrer schon in Forbach geübten Personalpolitik. Die Straße, an der die meisten der Häuser errichtet wurden, trägt den Namen Adtring. In der Nähe, im Kapellenweg, liegt auch das Haus der Adt-Schwarz-Stiftung. Die Familie Adt selbst ließ sich damals in Bad Orb nieder.
Aufbau und Umrüstung der groß geplanten Produktionsanlagen in Wächtersbach dauerten einige Jahre, 1924 wurde die Produktion aufgenommen. In wenigen Jahren haben schon fast 400 Leute im Unternehmen Arbeit gefunden. Die Produktion umfasste vieles von der Produktpalette der Vorgängerfirma Christian, aber auch Neues. Hergestellt wurden also: Runddosen für Pulver, Feuerlöscher, Zigarren- und Zigarettenetuis, ebenso wie Servierbretter, Holzstoffgefäße und vieles Weiteres.
Um neben der starken Konkurrenz der Firma Gebr. Bernheim, aus Augsburg/Hochzoll bestehen zu können, gründete man 1930 mit ihnen eine gemeinsame Vertriebsgesellschaft, die ebenso wie die Adt A.G., ihren Sitz in Wächtersbach hatte. Bald stellte sich auch entsprechender Erfolg ein. Für Wächtersbach war und blieb die Firma mit Abstand der größte Arbeitgeber.
Der im NS-Staat aufgebaute politische Druck auf jüdische Unternehmen betraf auch die Firma Bernheim. Die Gebr. Adt A.G. kam daher mit Familie Bernheim überein, einen Großteil der Ausrüstung und die Patente zu einem fairen Preis zu übernehmen, um der Familie Bernheim einen Neustart in England zu ermöglichen. Die Abwicklung des Geschäftes gelang, die Firma Bernheim scheiterte jedoch, kriegsbedingt, gemeinsam mit der Gebr. Adt AG in Großbritannien. Adt war auch mit seinem Vorhaben auf dem ehemals ertragreichen amerikanischen Markt Fuß zu fassen nicht erfolgreich.
Noch kurz vor Kriegsbeginn, im Juli 1939 wurde in Wächtersbach das 100-jährige Bestehen der Gebr. Adt AG gefeiert. Mit Beginn des Krieges wurde die Produktion umgestellt. Die Firma zählte nun zu den kriegswichtigen Betrieben, da sie auch Granathülsen und Kartuschendeckel in ihrer Produktpalette hatte. In der Kriegszeit rekrutierte sich ein Teil der Belegschaft aus dem Kriegsgefangenenlager Wegscheide bzw. aus Arbeitern aus der Ukraine, die mit ihren Familien in einer Baracke auf dem Betriebsgelände wohnten.
Nach dem Krieg wurde wieder die Produktion von alltäglichen Gebrauchsgütern aufgenommen, in den 1960er Jahren stellte sich jedoch ein immer stärker werdender Umsatzrückgang ein. Das Wirtschaftswunder brachte neue Verbrauchergewohnheiten mit sich, denen die Adt AG nicht mehr durch Innovation und entsprechende Investitionen begegnen konnte. „Die Familie Adt verkaufte ihre Aktienanteile an der Firma Gebr. Adt AG, die 1976 in ADT AG umbenannt wurde“.

### Braunkohleförderung in Wächtersbach
Kurze Zeit nach Aufnahme des Betriebes im Basalt-Steinbruch Breitenborn, wurde mit dem Braunkohleabbau in Wittgenborn, im Jahr 1907 ein zweiter Industriezweig im Büdinger Wald, bei Wittgenborn eröffnet. Vorausgegangen war bereits, über 30 Jahre hinweg, der Braunkohleabbau in Rinderbügen, in den Jahren 1875 bis 1905, durch die Firma Buderus. Ab 1904 wurde, unter der Leitung von Wilhelm Wagner eine Untersuchung der Braunkohlevorkommen oberhalb von Wächtersbach durchgeführt. Wagner war später, bis 1920 Betriebsleiter der Grube. Der positive Befund der Förderhöffigkeit führte zu Aufschlussarbeiten des Bergwerks „Winterfreude“ und dem Bau einer gut drei Kilometer langen Seilbahn, zum Abtransport des Fördergutes. Ihre Endstation lag an der Wächtersbach-Birsteiner Kleinbahn, nahe am Bahnhof Wächtersbach. Mit Fertigstellung der Be- und Entladestationen, begann Mitte 1909 eine erste Periode des Bergbaubetriebes. Die geförderte Menge von 100 t pro Tag fand zunächst, wegen der minderen Qualität von Braunkohle, gegenüber der gewohnten Steinkohle, nur schleppend en Absatz. Diese Situation änderte sich noch im Laufe des Krieges. Danach, 1919 auf 1920 wurde sogar im nahen Kohlefeld „Maria“ ein weiterer Stollen aufgefahren. Dem aufblühenden Absatz nach 1920 entsprechend wurde die Produktion auf bis zu 325 t pro Tag hochgefahren. In dieser Zeit fanden in der Zeche „Winterfreude“ 80 bis 100 Personen Beschäftigung. Hier mussten, wegen der starken Ausbeutung „die Förderstrecke immer tiefer in den Berg getrieben werden, wodurch sich der Deckendruck stark erhöhte“, Stolleneinbrüche, auch mit Todesfällen, waren die Folge.
Durch das Ende der Besetzung des Ruhrgebietes 1925, und die Erholung des Marktes, nach dem Verlust der Gruben in Ostoberschlesien 1922, war die in Wittgenborn geförderte Braunkohle endgültig nicht mehr konkurrenzfähig, gegenüber der wieder verfügbaren Steinkohle. Die weitgehend ausgebeutete Grube „Winterfreude“, aber auch „Maria“ wurden 1926 geschlossen, die verwertbaren Anlagenteile abgebaut und verkauft.
Im März 1945 wurde nochmals, als kriegsbedingte Maßnahme, der Betrieb in der Grube „Maria“, mit amerikanischer Genehmigung aufgenommen. Zunächst war es nur eine Minimalbelegschaft von 8 Leuten, erneut unter dem Betriebsleiter Wilhelm Wagner, die 80 t Kohle /Monat förderten. Mit der notdürftigen Wiedererrichtung einer Infrastruktur und Erhöhung der Belegschaft auf 20 Leute konnte die Förderung auf bis zu 800 t/Monat gesteigert werden. Die Kohle fand nur eine geringe Verbreitung. Sie wurde, hauptsächlich für den Hausbrand, in der nahen Umgebung genutzt. Zeitweise wurde, wegen schleppenden Absatzes „auf Halde gearbeitet“ bzw. Feiertagsschichten eingelegt. Die Währungsreform von 1948 brachte dann das Ende für die überteuerte und eher minderwertigen Braunkohle: „Zum 31. Mai 1949 musste die Förderung ganz stillgelegt werden“. Eine erneute Nachfrage nach Braunkohle, infolge der Koreakrise, führte am 20. November 1950 zur Wiederaufnahme der Förderung in der Grube „Maria“, mit 16 Leuten. Die vorhersehbare Erschöpfung des Feldes löste den Aufschluss zweier weiterer Felder nahe Waldensberg aus. Dort begann im Oktober 1951 die Kohleförderung auf dem Grubenfeld „Ida-Elisabeth“. Die Grube „Maria“ schloss endgültig am 31. März 1953, der Stolleneingang wurde eingeebnet. „Im März 1955 erlagen die Grube „Ida-Elisabeth“ bei Waldensberg dem gleichen Schicksal“. Der letzte Betriebsleiter, der Oberschlesier Georg Ochmann hatte bereits 1947 die Leitung von Wilhelm Wagner übernommen gehabt.

### Bioenergie Heizkraftwerk Wächtersbach
In Wächtersbach steht seit 2009 ein Fernwärme-Heizkraftwerk zur Verfügung, das Bioenergie Heizkraftwerk Wächtersbach. Die Wärmeerzeugung erfolgt klimaneutral mit Holzhackschnitzeln als Energiequelle. Die Holzhackschnitzel werden als Durchforstungs- und Restholz täglich angeliefert. Die Brennstoffgewinnung in der waldreichen Region um Wächtersbach ist auch unter Transportgesichtspunkten ökologisch. Der aktuelle Verbrauch liegt bei maximal zwei Transportcontainern pro Tag.
Die Heizanlage besteht aus zwei unabhängigen voneinander arbeitenden, aber verfahrenstechnisch miteinander verbundenen Einheiten, mit einer Leistung von je 6 MW. In einer der beiden Teilanlagen kann, gleichzeitig mit der Wärme fürs Heiznetz, bis zu 1 MW Strom erzeugt werden. Das Wärmeverteilungsnetz, das Eigentum der Stadt Wächtersbach ist, besteht bereits im Westen der Stadt, in der Stadtmitte und reicht bis zu dem im Osten gelegenen, städtischen Schwimmbad. Es wird kontinuierlich weiter ausgebaut. In der Grundauslegung ist es geeignet die Wärmeversorgung der gesamten Stadt nach und nach zu übernehmen und zu gewährleisten.
Mit Fernwärme versorgt werden derzeit, neben den angeschlossenen Bürgern von Wächtersbach auch größere Verbraucher, wie das Bürgerhaus (Heinrich-Heldmann-Halle), die Grundschule, die Friedrich-August-Genth-Schule, zwei Sporthallen, das Sicherheitszentrum, das Schloss als neues Rathaus mit der Stadtverwaltung, ein Großmarkt und das Freischwimmbad Wächtersbach. Es besteht kein Anschlusszwang, dennoch sind bis Ende 2020 440 Gebäude angeschlossen worden. Und der Ausbau geht weiter. Wenngleich die Berggemeinden auf der Spielberger Platte, wegen der Entfernung und der dünnen Besiedelung, nicht angeschlossen werden können, so besteht doch für die Talgemeinden Hesseldorf, Neudorf, Weilers und Aufenau die Option eines Anschlusses. Voraussetzung ist eine Abfrage der Bevölkerung. Bei Realisierung wäre die Installation eines ergänzenden Wärmeerzeugers in der Nähe dieser neuen Verbraucher notwendig.
An der Betreiberfirma der Anlage, der Bioenergie Wächtersbach GmbH beteiligt sind die folgenden Gesellschafter: Getec heat&power GmbH, Stadt Wächtersbach, Stadtwerke Wächtersbach GmbH und J. Lotz.

### Bier und Keramik

#### Brauerei
Älteste Urkunden aus dem Büdinger Archiv belegen, dass bereits 1521 in Wächtersbach Bier gebraut wurde. Spätestens jedoch seit 1578 geschah das in einer gräflichen Brauerei, als „Graf Wolfgang Ernst den Brauer Matthes Möller aus dem thüringischen Nordhausen einstellte“. Möller war schon zuvor Braumeister auf der Ronneburg.
Nicht nur die Gerste, selbst der notwendige Hopfen wurde vor Ort angebaut; der Straßenname „Im Hopfengarten“, im Westen der Stadt erinnert daran. Entscheidend war aber die gute Qualität des Wassers. Es wurde schon in frühen Zeiten aus einer Quelle im Teufelsgraben gewonnen. Wegen der starken Nachfrage nach dem Fürstenbräu, erbohrte man 1957, unweit des Schlosses eine neue Wasserquelle. 1959/1960 folgte der Bau eines neuen, modernen Sudhauses, auf dem Gelände des ehemaligen Rosengartens. Auch der ehemalige Marstall war in den Brauereibetrieb einbezogen. 
In der Fürstlichen Brauerei wurde bis 1999, unter einigen anderen, das „Wächtersbacher Fürstenpils“ gebraut, das aktuell unter selbem Namen durch eine Würzburger Brauerei vertrieben wird. Als weitere Spezialität gab es das „Wächtersbacher Hopfenherbe“. Nur eine Episode blieb das Bürgerbräu, eine in Privatinitiative gegründete kleine Brauerei. Sie war in das Bioenergie-Heizkraftwerk Wächtersbach integriert und nutzte Abwärme der Anlage für das Sieden der Maische.
Ein Schlusspunkt unter die Brauereigeschichte in Wächtersbach wurde mit dem Erwerb des gesamten Schlossgeländes durch die Stadt Wächtersbach und den folgenden Sanierungs- und Rückbauarbeiten gesetzt.

#### Keramik
In Weilers, einem der heutigen Stadtteile Wächtersbachs begann 1832 die Produktion von Steingut in der Waechtersbacher Keramik. Wenngleich die Fabrik bald schon ihren endgültigen Sitz im benachbarten Schlierbach fand, so blieb doch der Name Wächtersbach unter dem der zeitweise größte Keramikhersteller Deutschlands seine Produkte weltweit, mit großem Erfolg vertrieb. Nach fast 180 Betriebsjahren wurde die Firma geschlossen.

### Mühlen
Der Wasserreichtum Wächtersbachs war schon sehr früh Auslöser für den Bau von Mühlen. Bezeugt sind seit 1471 drei Mühlen, die Ober-, die Mittel- und die Untermühle. Im Laufe der Jahrhunderte kamen zu den genannten 3 noch 5 weitere Mühlen hinzu: die Erlenmühle (früher nach ihren Besitzern, der Familie Blum auch Blumenmühle genannt, bzw. Mühle auf dem Ruppelsgrund), die Schlossmühle (sie lieferte Schrot für die Brauerei und Mehl für die gräfliche Hofbäckerei), die Walkmühle (als mechanisches Hilfsmittel des Gerbers), die Untertormühle und die erst 1907 entstandene, in Metall gefertigte und mit Dampf betriebene Ölmühle am Bahnhof. Nur wenig davon ist erhalten.
Mühlen waren zu allen Zeiten ein wichtiger Wirtschaftsfaktor für den Ort und sie brachten nicht unerhebliche Einkünfte für die herrschaftlich gräfliche Steuerschatulle. Daher sind auch ihre Geschichte und die ihrer Besitzer in den Archiven relativ gut dokumentiert. Zwei der Wächtersbacher Mühlen werden beispielhaft beschrieben.
Eine der Müllerfamilien war die Familie Eichhorn. Sie besaßen die am Ortsende in Richtung von Wittgenborn gelegene, vom Waldwiesenbach und Ruppelsgrundbach angetriebene Obermühle. Weit über ein Jahrhundert hinweg, gaben die Eichhorns diese Mühle von Generation zu Generation innerhalb der Familie weiter. Ab 1735 wechselte der Besitz dann mehrfach, bis hin zur Familie Schamber, die die letzten Müller stellte. Auch die Technik änderte sich: von zwei oberschlächtigen Rädern schließlich zu einer Pelton-Turbine mit 7,5 PS (etwa 1911). Die Mühle war noch bis zum Jahr 1968 in Betrieb.
Ebenfalls noch vorhanden ist das Gebäude der Untermühle. Es liegt am oberen Ende des Schlossparks. Die Mühle wurde vom Waldwiesenbach angetrieben. Auch sie hat eine wechselvolle Geschichte, mit vielen Pächtern und Eigentümern (zeitweise auch hier die Familie Eichhorn), die Zerstörung am Ende des Dreißigjährigen Krieges (wie die Obermühle und viele weitere Mühlen in Wächtersbach und im Brachttal), dem Wiederaufbau, der Wiedernutzung mit zwei Gängen, als Ölpresse und Mahlmühle. Schließlich wurde auch hier eine Pelton-Turbine eingebaut die diversen Zwecken des „fürstlich Ysenburgischen Haushaltung“ diente, und das Gebäude als Försterhaus genutzt. Das Ende aller lokalen Kleinmühlen war letztlich eine Folge ihrer geringen Leistungsfähigkeit, des allgemeinen technischen Fortschrittes und der grundlegenden Veränderungen in der Landwirtschaft.

### Tierkörperverwertung
„Die Gulasch“ hieß im Volksmund ein Betrieb, der über viele Jahrzehnte den Westen der Stadt prägte, in dem Tierkörper verwertet wurden. 1913 wurde die Anlage im Mittbachtal errichtet und in Betrieb genommen. Sie entsprach allen technischen, hygienischen und Sicherheitsanforderungen der Zeit. Mit ihrer behördlichen Genehmigung hatte sie auch die Verpflichtung zum zeitgerechten (innerhalb von 24 Stunden) Sammeln und Abholen der Tierkadaver. In der Anfangszeit geschah das noch mit von Pferden gezogenen Transportern und aus einem weiten Einzugsbereich, der bis kurz vor Bad Brückenau hin reichte. Vielleicht war dies auch, neben hohen Hygieneauflagen für den Betrieb, einer der Gründe, warum der Besitzer schon im September 1914 Konkurs anmelden musste.
Doch schon im Frühjahr 1915 ging der Betrieb, mit dem neuen Besitzer, Ingenieur Ludolf Ahrens aus Stolpe in Pommern weiter. Er bezog auch die Villa, die von seinem Vorgänger Wilhelm Berg, auf dem großen Gelände, mit einem 25 m hohen Schornstein, errichtet worden war. Ahrens war ein Profi, der die kleine Fleischmehlfabrik mit nur vier Arbeitern unternehmerisch geschickt und mit Gewinn führte. Im Zentrum der Anlage stand ein Dampfkessel, der bei 5 atü Druck arbeitete. Die Tierkörper wurden in allen Teilen verwertet: Hufe, Hörner und Klauen und Knochen wurden zu Knochenmehl, das als Düngemittel diente, verarbeitet, die Felle gingen in die lokale Gerberei, das abgeschiedene Fett diente der Seifenherstellung und die zerkleinerte und getrocknete Fleischmasse galt als wertvolles Viehfutter.
Die Fabrik wurde nach dem Tode von Ahrens (1929) von seinen Erben weiter betrieben. Erst 1939 wurde der Betrieb eingestellt. Die wirtschaftlichen Rahmenbedingungen für den Betrieb hatten sich mit der Konzentration auf größere Betriebe wesentlich geändert. Später, 1955 wurden Fabrik und Schornstein gesprengt. Die Villa diente noch einige Zeit als Fürstlich Ysenburgisches Forsthaus.

### Wanderglashütten
Mit den Flurnamen Glasgrund bzw. Glasborn an der Straße nach Neuwirtheim gelegen, und Glasstrut zwischen Gartenruhe und Wittgenborn, finden sich in der Gemarkung Wächterbach Hinweise auf ein auch hier ehemals ausgeübtes Gewerbe des Glasschmelzens. Die Örtlichkeiten weisen alles auf, was für das Handwerk erforderlich ist: Wasser, für die Versorgung von Mensch und Tier sowie zur Herstellung von Pottasche, die Rohstoffe Quarzsand und Kalkstein sowie den Energielieferanten Holz.
Wenngleich schriftliche Quellen zu diesem Thema fehlen, so haben sich doch bei Begehungen der Örtlichkeiten deutliche „Spuren früherer Tätigkeit von Waldglashütten“ gefunden. Es handelt sich um Bruchstücke ehemaliger Glasschmelztiegel, oder um Formen zur Glaswarenherstellung, die aus feuerfestem Ton gebrannt sind und an denen noch Glasreste haften. Auch Sandsteinbruchstücke mit deutlichen Bearbeitungsspuren finden sich, mit einer roten Einfärbung, einem deutlichen Anzeichen von Hitzeeinwirkung und mit verschiedenfarbigem Glas überzogen. Dabei handelt es sich wohl um Teile eines Glasofens. Selbst Spuren eines alten Fahrweges, die am Fundort beginnen bzw. enden sind vorhanden. In der Größe sind die Fundorte nicht vergleichbar mit den Glasmanufakturen der Glasmacherdörfer Breitenborn (Gründau) oder Gettenbach. Nach Einschätzung von Experten könnte es sich beim Glasgrund, wie beim Glasstrut um kleine Wanderglashütten aus dem ersten Drittel des 18. Jahrhunderts handeln, die Rohglas für die eine oder andere der oben genannten Glasmanufakturen lieferte. Der hohe Holzbedarf war die Hauptursache dafür, dass derartige Hütten nur zeitlich begrenzt arbeiteten und daher „in der Regel keine festen Bauten errichtet“ wurden.

## Verkehr und Infrastruktur

### Verkehrsanbindung

#### Schiene
Wächtersbach verfügt über einen Bahnhof an der Bahnstrecke Fulda–Hanau. Vom Bahnhof Wächtersbach sichern Regionalverbindungen den Anschluss an die Verkehrsknotenpunkte Frankfurt (Main), Frankfurt (Main) Süd und Fulda. Der Regional-Express Fulda–Frankfurt (RE 50) verkehrt im Stundentakt, hinzu kommt die Regionalbahn Wächtersbach–Frankfurt (RB 51). Der Bahnhof ist seit 2015 behindertengerecht ausgebaut.
Durch seine geografische Lage erschließt er als Umsteigebahnhof in südlicher Richtung Teile des Spessarts und in nördlicher Richtung den östlichen Vogelsberg. Zwei große Parkplätze, ein städtischer und ein bahneigener, ergänzen die Infrastruktur des Bahnhofes ebenso wie ein Bahnhof-Store und ein Bistro die Fahrgäste kulinarisch, mit Presse und mit Reiseutensilien versorgen. Für Fahrgäste, die mit dem Fahrrad pendeln, gibt es abschließbare Fahrradboxen und für E-Bike-Radler die Möglichkeit, ihren Fahrradakku an der Ladesäule aufzuladen.
Bis 1967 zweigte eine Kleinbahnstrecke, die Vogelsberger Südbahn, in das Tal der Bracht ab, die ursprünglich in Hartmannshain im Vogelsberg auf die Bahnstrecke Glauburg-Stockheim–Lauterbach (Hess) Nord traf.
Bis zum 4. März 1995 fuhr ein Zug der Gelnhäuser Kreiswerke auf der Bahnstrecke Wächtersbach–Bad Orb. Diese Strecke wurde danach von einem Museumsbahnverein von Normalspur auf 600-mm-Schmalspur umgebaut und wird seit 2001 sonn- und feiertags, saisonal von Ostern bis Ende Oktober, als reine Museumsbahn genutzt.

#### Straße
Wächtersbach wird von der Bundesstraße 276 berührt, die als Umgehungsstraße den Vogelsberg, an der Eisernen Hand, mit der Bundesautobahn 66 (Frankfurt–Fulda) Anschlussstelle Bad Orb/Wächtersbach (AS 45) verbindet. Durch den Ort führen auch die Landesstraßen L 3194, L 3201, L 3216, L 3271, L 3314, die die Ortsteile untereinander und mit den Nachbargemeinden verbinden.

#### Fahrradwege
Durch das Stadtgebiet verlaufen die folgenden Radwanderwege:
- Der BahnRadweg Hessen führt auf ehemaligen Bahntrassen ca. 250 km durch den Vogelsberg und die Rhön. Teil des BahnRadwegs Hessen ist der Vogelsberger Südbahnradweg, er verbindet über 35 km das Kinzigtal mit dem Vulkanradweg bei Hartmannshain.
- Der Hessische Radfernweg R3 führt als Rhein-Main-Kinzig-Radweg von Rüdesheim nach Tann in der Rhön.

In Wächtersbach besteht darüber hinaus Anschluss an den Hessischen Radfernweg R3 sowie an den Vogelsberger Südbahnradweg. Entlang des Vogelsberger Südbahnradwegs wurden etliche Rastplätze mit Informationstafeln eingerichtet. Außerdem wird im Stadtgebiet ein Fahrradverleih betrieben.
Am Bahnhof Wächtersbach besteht Anschluss an den Vogelsberger Vulkan Express, einem Fahrradbus. Von Bad Orb über Wächtersbach kommend, verkehrt er entlang des Vulkanradweges, von Anfang Mai bis Ende Oktober an Samstagen, Sonn- und Feiertagen. Die Endhaltestellen der Linie sind Bad Orb und Hoherodskopf. Es gelten die Tarife des Rhein-Main-Verkehrsverbundes.

### Elektromobilität
Im Main-Kinzig-Kreis wurden schon früh Ladestationen für Elektroautos sowie für Pedelecs errichtet, darunter auch einige in Wächtersbach. Die Ladestationen wurden zunächst von den Kreiswerken Main-Kinzig in Zusammenarbeit mit Park & Charge errichtet. 2024 kamen einige privatwirtschaftlich betriebene Ladestationen mit hoher Leistung hinzu.

### Nahverkehr und Stadtbus
Ganzjährig verkehren in Wächtersbach mehrere Buslinien des KVG. Sie schaffen mit den Linien MKK-71, MKK-72, MKK-73, MKK-76, MKK-81, MKK-82 und MKK-83 öffentliche Verkehrsanschlüsse in die Stadtteile im Tal, wie auf der Spielberger Platte. Ebenso angebunden sind damit die Nachbar-Gemeinden Brachttal, Birstein, der Jossgrund und Biebergemünd sowie Bad Soden-Salmünster und der Bahnhof Gelnhausen und das Grimmelshausen-Gymnasium. Es gilt der Tarif des Rhein-Main-Verkehrsverbundes. Innerörtlich verkehrt auch noch der Citybus und das Anrufsammeltaxi.

### Digitales Netz
Seit 2015 verfügt Wächtersbach über das schnelle Internet der Breitband GmbH. Aktuell (2021) erfolgt ein Ausbau des Netzes durch Erschließung kommunaler Gewerbegebiete mit FTTH (Fibre to the Home), also einem Glasfaseranschluss bis ins Gebäude. In Wächtersbach steht dieser Glasfaserausbau der Gewerbegebiete in der Kernstadt wie in den Ortsteilen kurz vor dem Abschluss.

### Klimakommune Wächtersbach
Mit Stand 2020 beträgt der Ausbau der erneuerbaren Energien in Wächtersbach:
- Biomasseanlagen 992 kW/ Einwohner
- Windkraftanlagen 4.513 kW/ Einwohner
- Fotovoltaik 307 kW/ Einwohner
- Installierte EEG Anlagen insgesamt 5.812 kW/ Einwohner.

Darüber hinaus beträgt der Anschluss an die Bioenergieanlage Wächtersbach: 1100 Haushalte (45 % der Innenstadt sind erschlossen), zuzüglich Sicherheitszentrum, Schulen, Globus, Schloss (Rathaus) und Freischwimmbad.

## Kultur und Sehenswürdigkeiten

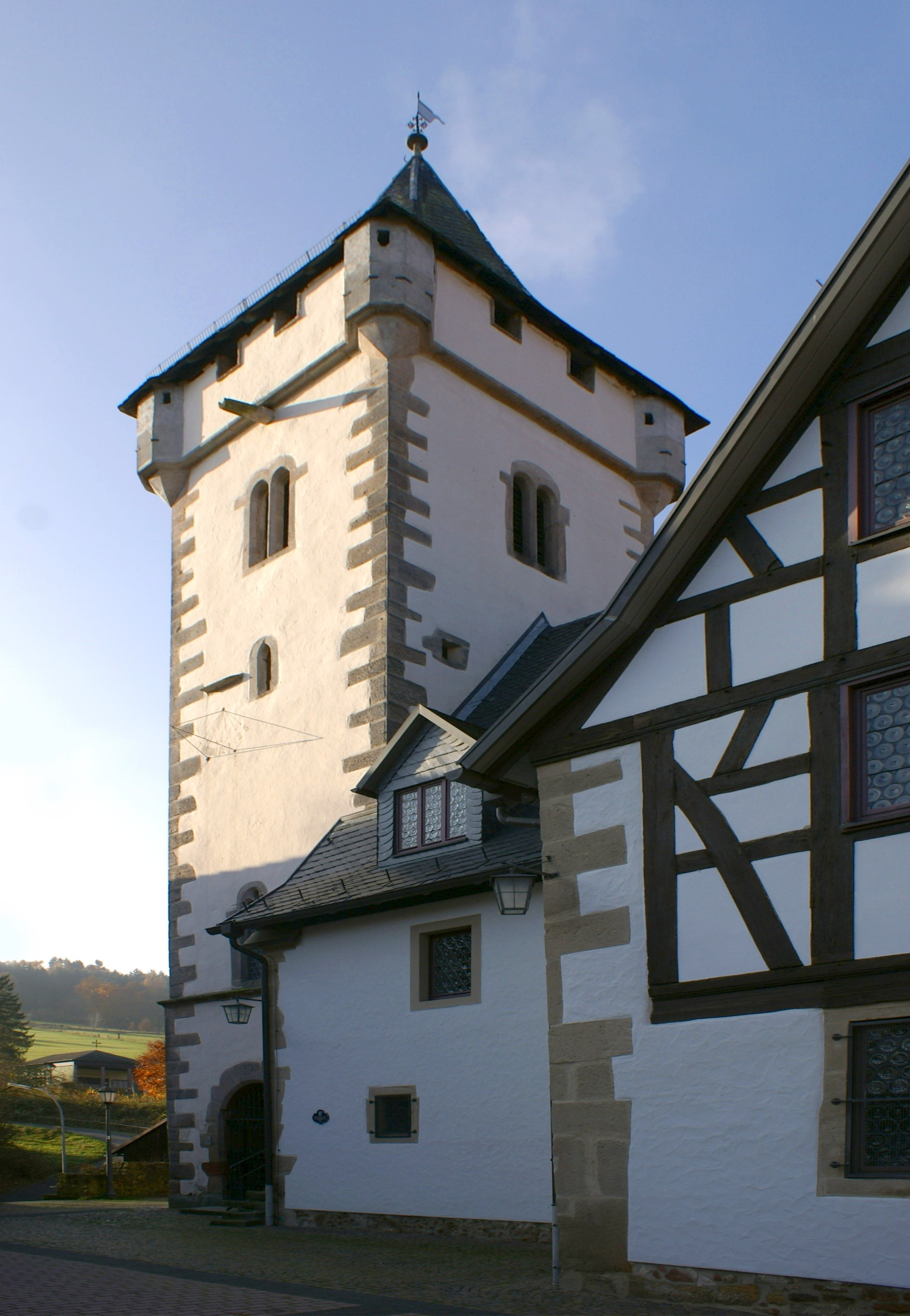
Evangelische Kirche mit ihrem Wehrturm von 1514

### Vereine
Allein die Zahl von mehr als 100 eingetragenen Vereinen in Wächtersbach beleuchtet hinlänglich das lebhafte Vereinswesen der Stadt.
Der größte Verein Wächtersbachs mit etwa 1300 Mitgliedern ist der
- Turnverein 1906 e. V. Wächtersbach e. V. – TVW

Einige Weitere (ohne Rangfolge) sind:
- 1. Wächtersbacher Carnevalsverein 1961 e. V.,
- Fußballverein,
- Radfahrer-Verein 02 Wächtersbach e. V.,
- Verein der Freunde von Châtillon, Vonnas, Baneins in Wächtersbach e. V.,
- Altstadt-Förderverein Wächtersbach e. V.,
- Musikzug Wächtersbach e. V.,
- 1. Petanque Club Wächtersbach e. V.,
- Heimat- und Geschichtsverein,
- Verkehrs- u. Gewerbeverein Wächtersbach e. V.,
- SV Allgemeiner Sportverein Aufenau 1971 e. V.

und Weitere.

### Kulturelle Veranstaltungen

#### Märzwind – Veranstaltungen im Kulturkeller
Aus dem Wunsch heraus der Wächtersbacher Bevölkerung, über die kulturellen Angebote der Nachbargemeinden und des Rhein-Main-Zentrums hinaus, ein Programm mit eigenem Charakter, in der eigenen Stadt anzubieten, bildete sich 1984 eine Initiative. Aus ihr ging der Verein Kulturinitiative Märzwind hervor. „Vereinsziel ist … Kultur, Musik, Kunst, Theater abseits vom Strom des Mediengeschmacks zu suchen, vorzustellen und als einen festen Bestandteil gehobener Lebensqualität zu etablieren.“ Die Veranstaltungen des Märzwinds finden 10-mal jährlich im Kulturkeller, dem stimmungsvollen Gewölbekeller der ehemaligen Alten Schule statt. Im Angebot stehen „Bands, Sänger und Sängerinnen, Rezitatoren und Kabaretts“. Markenzeichen sind auch die räumlich gegebene Nähe zu den Künstlern und die lockere Atmosphäre, beim vor Ort angebotenen Wein.

#### Der Wächtersbacher Kunstsalon
Der „Wächtersbacher Kunstsalon“ ist ebenfalls ein Schöpfung der Initiative Märzwind. Sie dient der Förderung der Bildenden Kunst. Diese jährlich stattfindende Kunstausstellung findet zwischenzeitlich überregionale Beachtung.

#### Art im Amt
Unter dem Titel Art im Amt finden regelmäßig Ausstellungen lokaler Künstler im Rathausfoyer statt. Veranstalter ist jeweils das Kulturamt der Stadt Wächtersbach.

#### Kunstroute
Eine Kunstausstellung, die die ganze Altstadt erfasst ist die „Wächtersbacher Kunstroute“. Die beteiligten Künstler stellen ihre Werke in den Auslagen der Geschäfte der Altstadt aus. Organisiert wird die Veranstaltung vom Altstadtförderverein, mit Unterstützung der Stadt Wächtersbach.

### Museen

#### Wächtersbacher Heimatmuseum
Dieses war ehemals nur im gotischen Fachwerk-Rathaus von 1495 untergebracht. Die zugehörige Wächtersbacher Keramikabteilung wird künftig einen Platz im neuen Rathaus im Schloss finden.
Das Museum wird vom Heimat- und Geschichtsverein Wächtersbach e. V. betreut.

#### Töpfermuseum Wittgenborn
Der Stadtteil Wittgenborn lebte im 19. Jahrhundert bis zum Zweiten Weltkrieg maßgeblich von der Töpferei. Zahlreiche Exponate, viele davon handbemalt, sind im Töpfermuseum ausgestellt.

#### Heimatmuseum Neudorf
Das ehemalige Rathaus Neudorf beherbergt ein kleines Heimatmuseum.

#### Ludwig-Nüdling-Museum
Das Ludwig-Nüdling-Museum, im alten Pfarrhaus der katholischen Gemeinde neben der Kirche in Aufenau, erinnert an den Aufenauer katholischen Pfarrer (1907–1919) und Heimatdichter aus der Rhön Ludwig Nüdling. Er war Herausgeber religiöser Schriften u. a. der Erstkommunionsschrift „Kommunionsglöcklein“. Pfarrer i. R. Monsignore Franz Koska baute die Sammlung von Erinnerungsstücken und Texten über Jahre hinweg auf und begründete damit das Nüdling-Museum, das im alten Pfarrhaus der katholischen Gemeinde neben der Kirche seine Heimat gefunden hat.

#### Geologischer Steingarten
Den „Geologischen Steingarten“, gegenüber dem Bahnhof Wächtersbach, hat der Heimat- und Geschichtsverein Wächtersbach, mit Unterstützung der Stadt eingerichtet, und betreut ihn auch.
Der Steingarten gibt einen Überblick über die geologische Geschichte der Heimatregion, mit ihren typischen Gesteinsformationen. „Prägend sind dabei Rotliegendes, Zechstein, verschiedene Stufen des Buntsandsteins, Muschelkalk und der Basalt des Vogelsbergs.“

### Erbbegräbnis der Ysenburger
Ab 1703 wurden insgesamt 16 Angehörige der Wächtersbacher Linie der Ysenburger in der evangelischen Kirche in Wächtersbach beigesetzt. Auf diese Weise wurden 16 Mitglieder des Hauses bis 1784 in der Kirche bestattet. Ab diesem Datum wurde ein neu geschaffenes Erbbegräbnis am Friedhof eingerichtet. Graf Ferdinand Maximilian III. (später Fürst) ließ dieses Begräbnis erneuern und 1861 mit einem neugotischen, gusseisernen Zaun der Fa. J.S. Fries aus Sachsenhausen einfrieden. Ab 1858 begann eine systematische Neubelegung der Anlage, bei der die Verstorbenen nicht mehr in der Erde begraben, sondern in Gruften beigesetzt wurden, die mit Marmorplatten abgedeckt und verschlossen wurden.

### Bauwerke
- Schloss Wächtersbach
- Evangelische Kirche von 1354 mit Wehrturm von 1514
- Synagoge, erbaut 1894/95
- Windpark Vier Fichten
- Die Hungerpyramide, ein besonderes Kulturzeugnis des 19. Jahrhunderts, liegt unweit des Ortsteils Wittgenborn

## Freizeit und Sport

### Turnhallen, Sportstätten
Im Ort stehen den Bürgern zwei Turnhallen, darunter eine Großturnhalle, ein Stadion mit zwei Fußballplätzen, einer davon als Kunstrasenplatz, ein beheiztes Freibad, Tennisplätze, ein Skatepark sowie Möglichkeiten zum Angeln, Kegeln und Reiten zur Verfügung. Weitere Sporthallen und -plätze finden sich in den Ortsteilen.
Im Ortsteil Wittgenborn befindet sich eine Freiluft-Kartbahn, der Vogelsbergring. Die Streckenlänge beträgt 1038 m, die Breite durchschnittlich 7 m.

### Wandern
Im Gemeindegebiet finden sich neben bereits etablierten Wegen, 48 km markierter neuer Wanderwege. Das sind die beiden Kulturwanderwege und der Panoramaweg. Alle drei sind sehr gut markierte Rundwanderwege.

#### Kulturwanderweg, Route 1
Der Kulturwanderweg 1 bewegt sich auf zwei unterschiedliche Routen zwischen Wächtersbach und dem auf der Spielberger Platte gelegenen Ortsteil Wittgenborn. Er bewegt sich zwischen etwa 160 und 390 m NHN, bei einer Streckenlänge von 16 Kilometern. Acht Tafeln längs des Weges geben Auskunft über Geologie und Natur ebenso, wie über Kulturdenkmäler und Spuren menschlicher Tätigkeit in der Vergangenheit und bis in die Gegenwart.

#### Kulturwanderweg, Route 2
Der Kulturwanderweg 2 verläuft vollständig auf der Spielberger Platte. Er zweigt in Wittgenborn vom Kulturwanderweg 1 ab, geht nach Waldensberg und kommt über Leisenwald wieder zurück zum Ausgangspunkt. Eine Fülle kulturhistorisch bedeutsamer Punkte liegen am 11 km langen Wege, der aber ebenso durch seine Natürlichkeit beeindruckt: Angelteiche, alte Handelsstraße, Backhaus, Kirche, Fürstengräber und Anderes sind zu bestaunen.

#### Panoramaweg
Der Panoramaweg ist ein Weg der die Talgemeinden der Stadt, also neben der Kernstadt noch Aufenau, Neudorf, Weilers und Hesseldorf umfasst. Benannt ist er nach den Panorama-Blicken, die man jeweils von etwas höher gelegenen Punkten des Weges, hinweg über die breite Ebene von Kinzig und Bracht genießen kann. Vier dieser Panoramen werden besonders hervorgehoben. Der Weg überquert zweimal die Kinzig und einmal die Bracht. Die Länge von ca. 20 km kann auch in Etappen genommen werden, der Weg selbst bewegt sich zwischen 130 und 140 m und ist unschwierig.

#### Spessartspur: „Schlosswald-Spur“ Wächtersbach
Die „Schlosswald-Spur“ Wächtersbach ist ein 7,3 km langer Rundweg. Ausgangs- und Zielpunkt ist das Wächtersbacher Schloss. Der Weg führt durch den Schlosspark und darüber hinaus in den angrenzenden Wald. Es werden 1,5 Stunden Wanderzeit veranschlagt.

#### Spessartspur Aufenauer Berg- und Tal-Spur
Spessartspuren sind kurze und einfache Wanderwege, die eher unter das Stichwort Spazierwandern einzuordnen sind. Im Stadtteil Aufenau ist im Sommer 2021 die Spessartspur Aufenauer Berg- und Tal-Spur eröffnet worden. Der 10, 5 km lange Rundweg, mit Ausgangs- und Zielpunkt dem Parkplatz beim Gasthof Zur Quelle, führt auf den Eisenberg oberhalb von Aufenau und Bad Orb und durch das Naturschutzgebiet Zelleraue.

#### Jakobsweg 16

Symbol der Jakobsmuschel als Wegweiser am Jakobsweg

Von Fulda kommend, ist nach Bad Soden-Salmünster und Salmünster auch Wächtersbach eine Station am Jakobsweg 16, der über Frankfurt am Main (124 km) und Mainz (48 km) nach Trier(164 km) bzw. Worms(65 km) führt. Er orientiert sich am Verlauf der alten Handelsstraße, der Via Regia, wo schon im Mittelalter Pilger gegangen sind, um zu dem berühmten französischen Wallfahrtsorten Vézelay (Ausgangspunkt des französischen Jakobsweges Via Lemovicensis) bzw. Le Puy-en-Velay (Ausgangspunkt des weiteren französischen Jakobsweges Via Podiensis) nach Santiago de Compostela in Spanien zu gelangen. Der Weg ist durchgängig mit dem europäischen Muschelzeichen (Bild) markiert (→ Jakobsmuschel). Von Wächtersbach führt er weiter über Biebergemünd-Wirtheim zur nächsten Station in Langenselbold.

#### Hessenweg 11

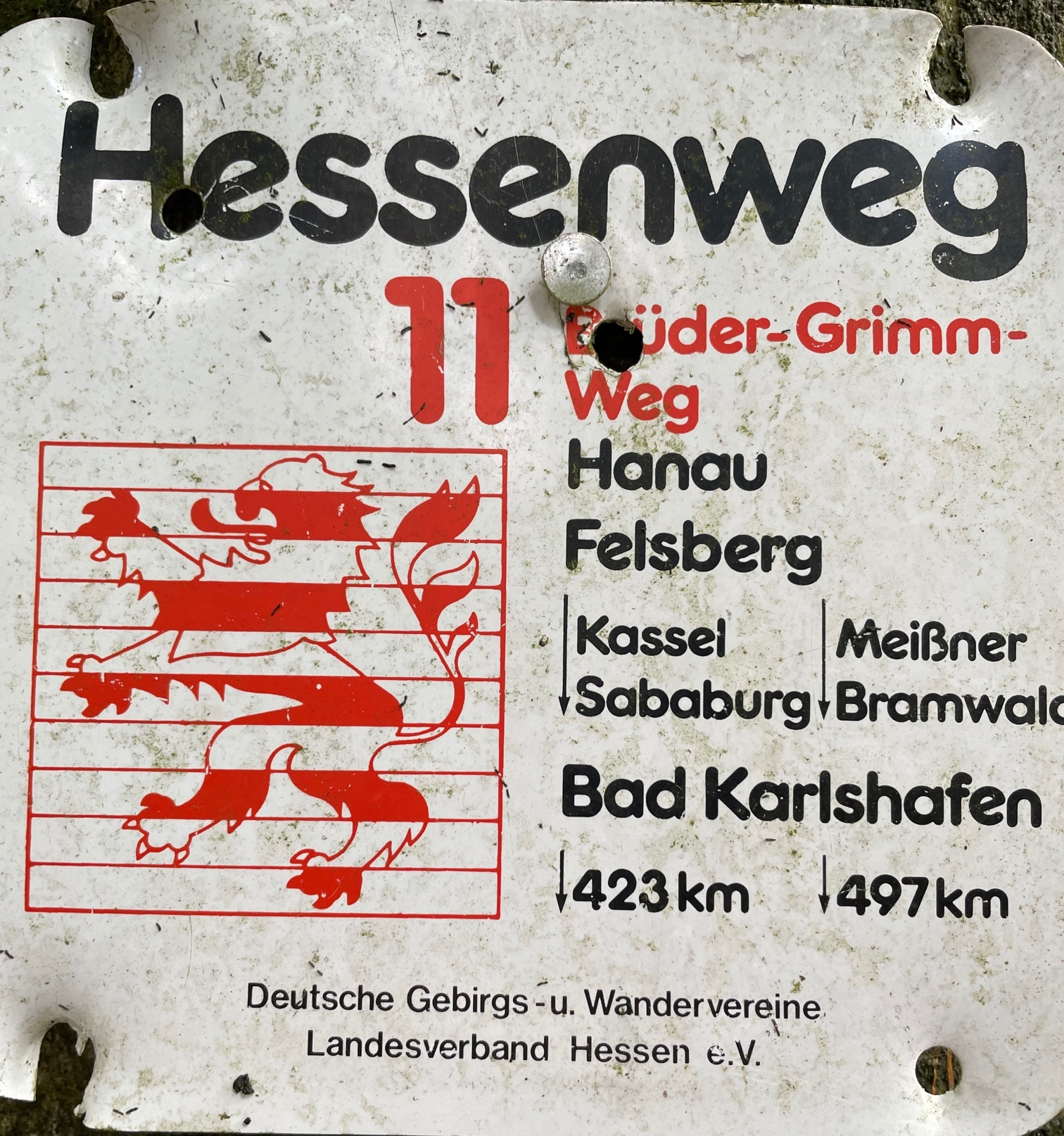
Kennzeichnung des Fernwanderweges Brüder-Grimm-Weg

Ein weiterer Fernwanderweg mit Bezug zu Wächtersbach ist der „Hessenweg 11“, Brüder-Grimm-Weg. Er beginnt in Hanau, der Geburtsstadt der Brüder Grimm. Ein erstes Ziel ist Gelnhausen, ehe er durch den Büdinger Wald Wächtersbach, weiter Bad Soden und schließlich Steinau an der Straße erreicht, den Ort, in dem die Brüder Grimm einen Teil ihrer Jugend verbrachten. Der Weg führt in vielen Etappen nach Gensungen. Ab da geht es in zwei Varianten weiter über Sababurg nach Bad Karlshafen (423 km) bzw. zum Hoher Meißner (497 km), das sind Orte, die mit Märchen der Brüder Grimm in Verbindung gebracht werden.

### Regelmäßige Veranstaltungen

#### Strong Viking Run
Der jährlich im Ortsteil Wittgenborn stattfindende Hindernislauf Strong Viking Run zieht jährlich mehrere Tausend Teilnehmer an.

#### Kinzigtal Total
Einmal im Jahr findet der Radlersonntag Kinzigtal total, eine Breitensportveranstaltung statt. Sie nahm ihren Anfang mit dem autofreien Sonntag, während der Ölkrise 1973. Aufgrund des Rahmenprogramms der Stadt Wächtersbach verkehren an diesem Tag am Bahnhof Wächtersbach Sonderzüge.

## Persönlichkeiten

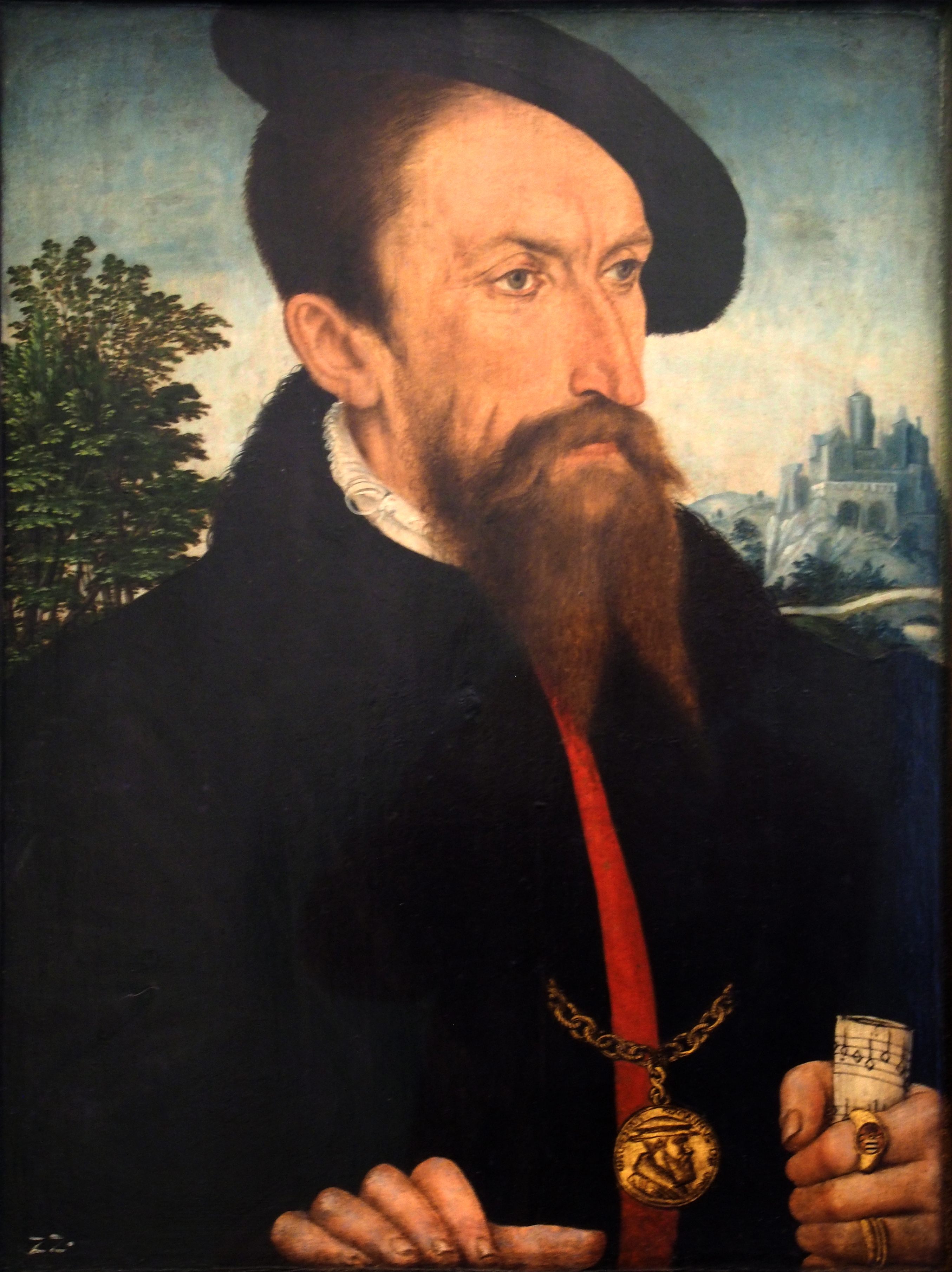
Graf Anton von Ysenburg-Büdingen zu Ronneburg (1501–1560)

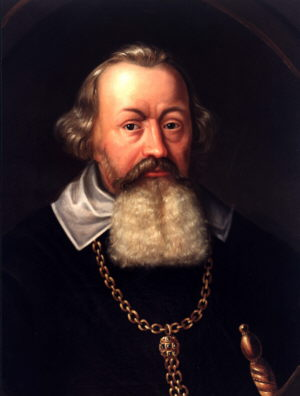
Graf Wolfgang Ernst I. von Isenburg-Büdingen (1560-1633)

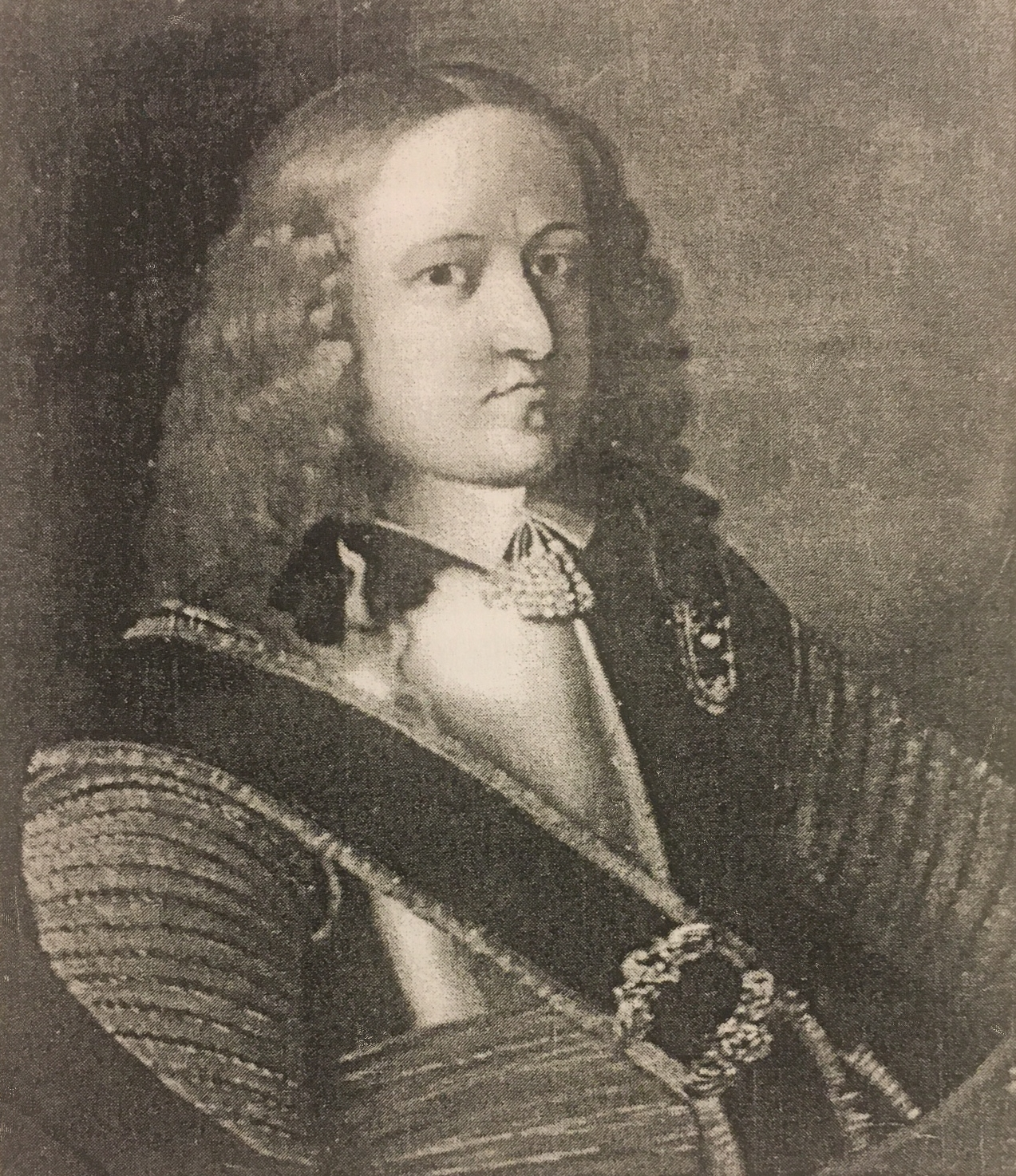
Graf Johann Ernst I. von Isenburg-Büdingen (1625–1673)

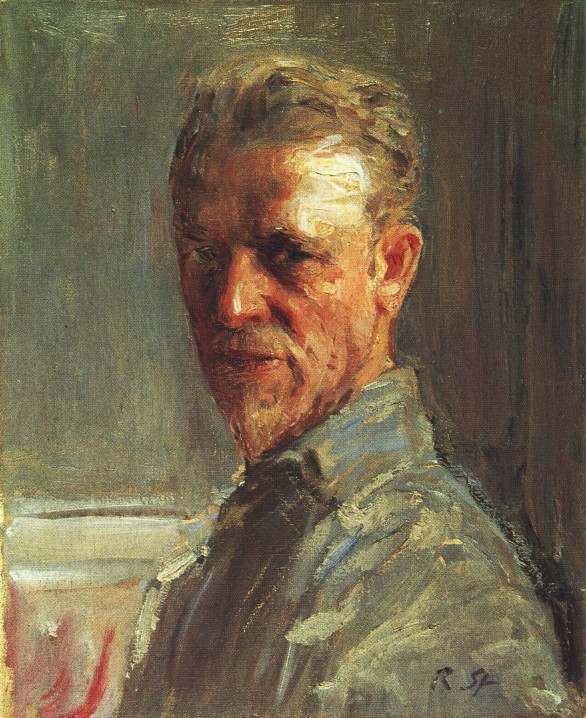
Robert Sterl: Selbstbildnis (1919)

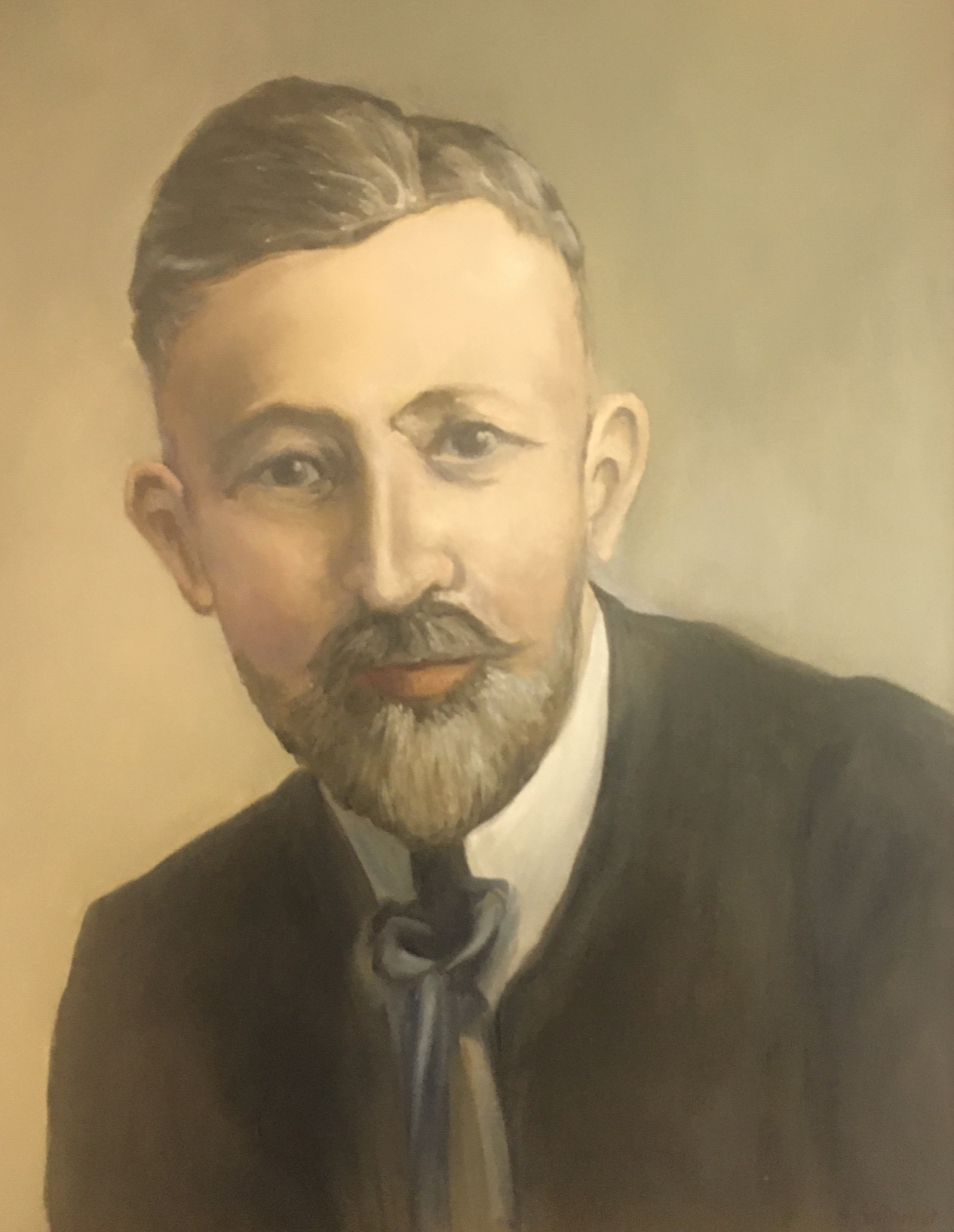
Christian Neureuther, Keramiker (1868-1921)

### Ehrenbürger
- Friedrich Christian, Kartonagenfabrikant, Inhaber der Maschinen-, Kartonagen- und Pappenfabrik Friedrich Christian GmbH, die später durch die Fa. Adt fortgeführt wurde,[113][114] Ehrenbürger-Ernennung am 23. März 1920
- Wilhelm Wagner (* 1876, Birklar bei Gießen; † 1949, Wächtersbach) stammte aus einer Bergmannsfamilie. Er leitete ab 1904 die Untersuchung der Braunkohlevorkommen oberhalb von Wächtersbachs und den Ausbau der Grube „Winterfreude“. Später war er ihr langjähriger Leiter (1907–1920) und ebenso der Grube „Maria“ (1945–1947). Ehrenbürger-Ernennung 1949.[115]
- Christian Hain, Schneidermeister,[116] Ehrenbürger-Ernennung 1954,
- Otto Friedrich Fürst zu Ysenburg und Büdingen (* 1904; † 1990), Ehrenbürger-Ernennung am 17. September 1974
- Nikolaus Bauer, 40 Jahre lang katholischer Pfarrer in Wächtersbach[117], Ehrenbürger-Ernennung am 22. Juni 1986,
- Heinrich Heldmann (* 1925; † 2011), von 1953 bis 1990 Bürgermeister von Wächtersbach, Ehrenbürger-Ernennung am 20. November 1990
- Rainer Krätschmer, (* 1945; † 2017). Er war in der Zeit vom 1. Mai 1990 bis 30. April 2014 – insgesamt vier Wahlperioden Bürgermeister der Stadt Wächtersbach.[118] Ehrenbürger-Ernennung am 30. Mai 2014

### Söhne und Töchter der Stadt
- Ludwig Maximilian zu Ysenburg-Büdingen (1791–1821), Standesherr, Mitglied der Ersten Kammer der Landstände des Großherzogtums Hessen.
- Adolf zu Ysenburg-Büdingen (1795–1859), Standesherr und Mitglied der Ersten Kammer der Landstände des Großherzogtums Hessen und der Kurhessischen Ständeversammlung.
- Hermann Peters (1814–1873), Advokat und Mitglied der kurhessischen Ständeversammlung
- Friedrich August Genth (1820–1893), deutsch-amerikanischer Chemiker und Mineraloge; Sohn des gräflich Isenburgischen Forstmeisters Georg Friedrich Genth und seiner Frau Caroline Amalie Genth, geborene von Schwarzenau.
- Louis Prinz (1835–1904), Wächtersbacher Kaufmann, erwarb am 11. Dezember 1878 die ehemals von Nikolaus Adnot gegründete Käserei in Aufenau. Er baute sie aus und führte sie um die Jahrhundertwende, mit bis zu 30 Beschäftigten und einer großen Palette an Qualitätsweichkäse zu großer Blüte, mit vielen nationalen und internationalen Preisen.[119] Er erweiterte das Geschäft auch durch einen Nebenbetrieb in Bad Soden-Salmünster und eine Molkerei in Heinrichsthal bei Radeberg in Sachsen, die heutigen Heinrichsthaler Milchwerke.[120]
- Karl Wilkens, Chemiker, 1861–1874 Leiter der Waechtersbacher Steingutfabrik; er realisierte auch die schmiedeeiserne Einfriedung des Erbbegräbnisses der Ysenburger am alten Friedhof in Wächtersbach.[121]
- Karl Fröb (Charles Froeb; 1857–1946 (New York City)), deutscher Auswanderer nach Amerika, dort erfolgreicher Unternehmer und Bankier, bedeutender Förderer seiner Geburtsstadt Wächtersbach, Philanthrop.
- Otto Schönewolf (1879–1908), Theologe, Kunsthistoriker und Archäologe

### Mit Wächtersbach verbundene Persönlichkeiten und Familien

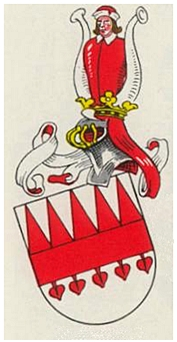
Wappen der Familie Faulhaber von Orb und Wächtersbach

- Die weit verzweigte Familie Faulhaber von Wächtersbach siedelte seit dem 13., und bis ins 17. Jahrhundert, im Raum zwischen Franken und der Wetterau, mit deutlichem Schwerpunkt in Wächtersbach und Orb.[122]
- Dietrich Faulhaber von Wächtersbach (um 1325–vor 1380, Sohn von Berthold von Faulhaber und Gele Schultheiß) und seine Frau Luckard erwarben am 2. Juni 1365 von Konrad von Trimberg das Dorf Weilers. Die Familie Faulhaber behielt es etwa 250 Jahre, bis zum 26. März 1603 zu Lehen.
- Konrad von Trimberg (der Jüngere) (–31. Oktober 1376), war ein Nachkomme Alberts von Trimberg, eines Schwiegersohns der Herren von Büdingen, der 1247, erstmals für seine Familie, Rechte an Burg und Flecken Wächtersbach erworben hatte. Konrad stiftete 1354 eine Marienkapelle, das erste bekannte Gotteshaus im Ort. Der Nachfolgebau ist heute die evangelische Kirche von Wächtersbach. Am 2. Juni 1365 verkaufte Konrad das Dorf Weilers an Dietrich Faulhaber von Wächtersbach.[123]
- Johann II. von Isenburg in Büdingen (1395–1408), Graf, erhob 1404 Wächtersbach zur Stadt
- Graf Anton von Isenburg-Büdingen zu Ronneburg (1501–1560) erweiterte und modernisierte das Schloss Wächtersbach, in dem er schließlich auch residierte.
- Faulhaberin, (Mitte des 16. Jahrhunderts), Mitglied der Familie von Faulhaber von Orb und Wächtersbach, wurde 1564 wegen Hexerei angeklagt und auf Anordnung von Graf Georg von Isenburg-Büdingen gefoltert. Schwer von der Folter gezeichnet, wurde sie schließlich mangels Beweisen begnadigt.
- Graf Wolfgang Ernst I. von Isenburg-Büdingen (1560–1633), verbrachte seine letzten Lebensjahre mit seinen jüngsten Söhnen im Schloss Wächtersbach.
- Graf Johann Ernst I. von Isenburg-Büdingen (1625-1673), wuchs im Schloss Wächtersbach auf. Nach dem 30-jährigen Krieg baute er Schloss und Nebengebäude aus und legte einen "Lustgarten" an.
- Pieter Valckenier (1641 (Emmerich)-1712 (Den Haag)) war ein niederländischer Jurist, Politiker und Diplomat. Er vermittelte in den Jahren 1698 bis 1699 die Aufnahme und Ansiedelung von vertriebenen savoyischen Waldensern mit Ferdinand Maximilian zu Isenburg und Büdingen in Wächtersbach.
- Ferdinand Maximilian I., Graf zu Ysenburg u. Büdingen in Wächtersbach (1661–1703), machte 1687 Wächtersbach zu seiner Residenz. Durch Ansiedlung von Waldensern, die aus religiösen Gründen aus dem Piemont vertrieben wurden, gründete er 1699 das Dorf Waldensberg.
- Nicolaus Adnot (1798–1869), Unternehmer (ursprünglich Schweizer Sprachlehrer), gründete 1863 in Aufenau die erste deutsche Käserei, die französische Käsesorten wie Brie, Blauschimmel und Neufchateller herstellte. Die Fabrikation wurde vom Wächtersbacher Kaufmann Louis Prinz fortgeführt und ausgebaut.
- Anton Calaminus (1808-1868), ein evangelischer Theologe und Historiker, war ab 1830 Erzieher des Erbgrafen Ferdinand Maximilian III. zu Ysenburg-Büdingen. Von 1836 bis 1841 war er Pfarrer, Schulinspektor, Mitglied des Unterkonsistoriums und Rektor der Lateinschule in Wächtersbach.[124][125]
- Johannes Bodenbender (1801-1866), Gartenplaner, Gestalter vieler herrschaftlicher Parkanlagen, u. a. in Meerholz und Wächtersbach. Er legte 1840 einen Plan vor, nach dem der Lustgarten und der Tiergarten Wächtersbach zusammengeführt und zu einem Englischen Landschaftspark umgestaltet wurden.
- Robert Sterl (1867–1932), Maler und Grafiker, Vertreter des deutschen Impressionismus, hielt sich zwischen 1900 und 1904 regelmäßig für längere Zeiträume in Wittgenborn auf, wo er Skizzen von Töpfern, Bauern und Hirten anfertigte[126][127]
- Christian Neureuther (1868–1921), Keramiker, Erfinder des "Wächtersbacher Jugendstils". Er prägte zwei Jahrzehnte lang das künstlerische Gesicht der Wächtersbacher Keramik.
- Christian Werner (1862-1943), Lehrer an der Grundschule in Wächtersbach; als Leiter des Stadtarchivs und engagierter Heimatforscher befasste er sich unter anderem mit Geschichte der evangelischen Kirche, „Darüber hinaus galt sein Wirken ein ganzes Leben lang der Heimatforschung, der Familienkunde, der Haus- und Flurnamensammlung und ihrer Auswertung zur Heimatgeschichte“.[128] Die Christian-Werner-Straße am Herzgraben ist nach ihm benannt.
- Prinz Heinrich XXXIII. Reuß zu Köstritz (* 1879, Mauer bei Wien + 1942, Stonsdorf, Provinz Niederschlesien) war Maler der Bilder im Gartensaal der Wächtersbacher Rentkammer. Er war verwandt mit Felizitas zu Reuß (1914–1989) der Gattin von Otto-Friedrich, Fürst zu Ysenburg-Büdingen.[129]
- Georg Stetefeld (1883–1966), Bürgermeister von Wächtersbach 1924–1934
- Carl Albin Mülhardt (1884–1976), Kunstmaler, lebte von 1934 bis 1976 in Hesseldorf.
- Max Fritz (* 1. Oktober 1902 in Würzburg; † 26. September 1991 ebenda). Schriftkünstler und Grafiker, lebte von 1956 bis 1963 in Wächtersbach. Im Mittelpunkt seines Schaffens stehen religiöse, christliche Themen. Unter den vielfältigen seiner Techniken ragen heraus: Bilder mit Farbe auf Rupfen, bzw. mit Filzstift auf Leinen[130][131].
- Ludwig Schuch (* 13. September 1921 in Frankfurt), Uhrmacher, Erfinder, genialer Tüftler. Beeindruckende Konstruktionen, die die perfekte Illusion eines Perpetuum mobile hervorrufen, waren seine Spezialität. Fernsehauftritte bei Peter Frankenfeld Thomas Gottschalk und Frank Elstner machten ihn bekannt und berühmt Es folgten ab 1973 auch Einladungen und Auftritte im japanischen Fernsehen. Seine Erfindungen waren immer wieder Anziehungspunkte und Publikumsmagnete auf Messen und Ausstellungen, wie etwa das Wasser, das ununterbrochen aus einem Hahn ohne sichtbaren Anschluss sprudelte[132][133].
- Wilhelm Malkemus (1937-2019), war Maler, Grafikdesigner, Bühnenbildner, Karikaturist, Zeichner und Porträtmaler, Träger des Kulturpreises des Main-Kinzig-Kreises im Bereich Kunst. Er wirkte von 1967 bis zu seinem Tode aktiv im kulturellen Leben Wächtersbachs, war aber auch politisch engagiert in der Messekommission, im Ortsbeirat und als Stadtverordneter[134].
- Simon Krätschmer (* 1979), deutscher Fernsehmoderator
- Peter Tauber (* 1974), Parlamentarischer Staatssekretär, ehemaliger CDU-Generalsekretär